# Nissan Micra
Der Nissan Micra, ursprünglich Datsun Micra, auf anderen Märkten auch als Nissan March angeboten, ist ein seit Ende 1982 in mehreren Generationen gebauter Kleinwagen des japanischen Herstellers Nissan.
Ende 2022 wurde die Produktion der fünften Generation eingestellt. Ein erstes Bild des elektrischen Nachfolgemodells wurde im März 2025 gezeigt. Die offizielle Präsentation erfolgte im Mai 2025.
Die Generationen K11, K12 und K13 lieferten die technische Basis für den seit 1993 gebauten Viewt von Mitsuoka Jidōsha.

## Micra (K10, 1982–1992)
Der Datsun Micra wurde im Dezember 1982 als Dreitürer vorgestellt und in Deutschland verkauft.
Nachdem Nissan beschlossen hatte, die Marke Datsun einzustellen, wurde er zum Nissan Micra. Die Produktion für den europäischen Markt fand im Werk des spanischen Unternehmens Nissan Motor Ibérica S.A. statt.

In Japan und einigen anderen Ländern ist der Micra als Nissan March bekannt. Im Sommer 1985 kam eine fünftürige Variante hinzu.

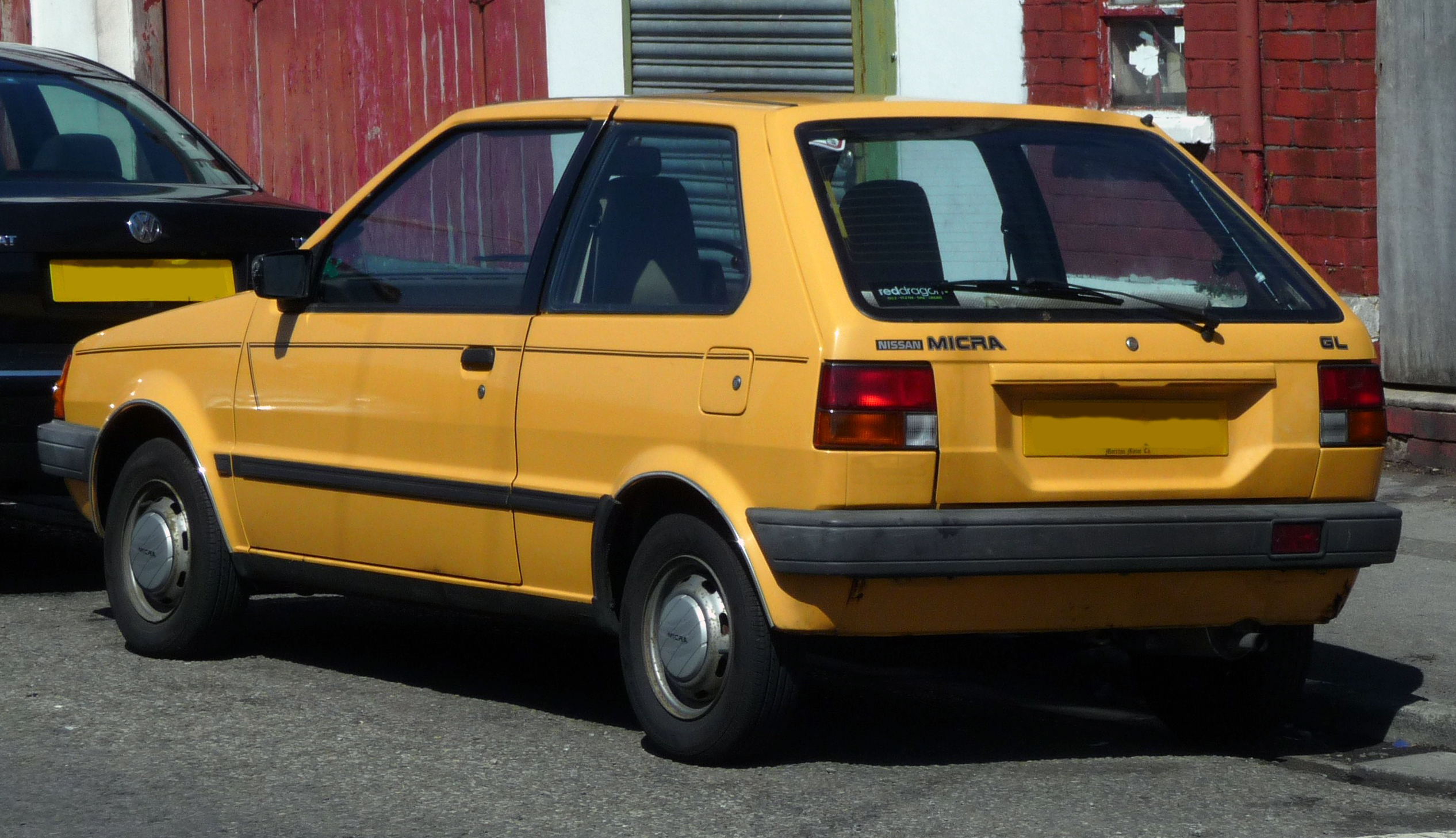
Heckansicht

### Modellpflegen
Im Juli 1986 wurde ein erstes Facelift durchgeführt, unter anderem mit deutlich größeren Stoßfängern. Die erste Micra-Generation war außer mit dem serienmäßigen 5-Gang-Schaltgetriebe auch mit einem 3-Stufen-Automatikgetriebe mit Wandlerüberbrückungskupplung lieferbar, was damals für Kleinwagen ungewöhnlich war.
Auf dieser Plattform wurden 1989 der Pao, S-Cargo und Figaro entwickelt.

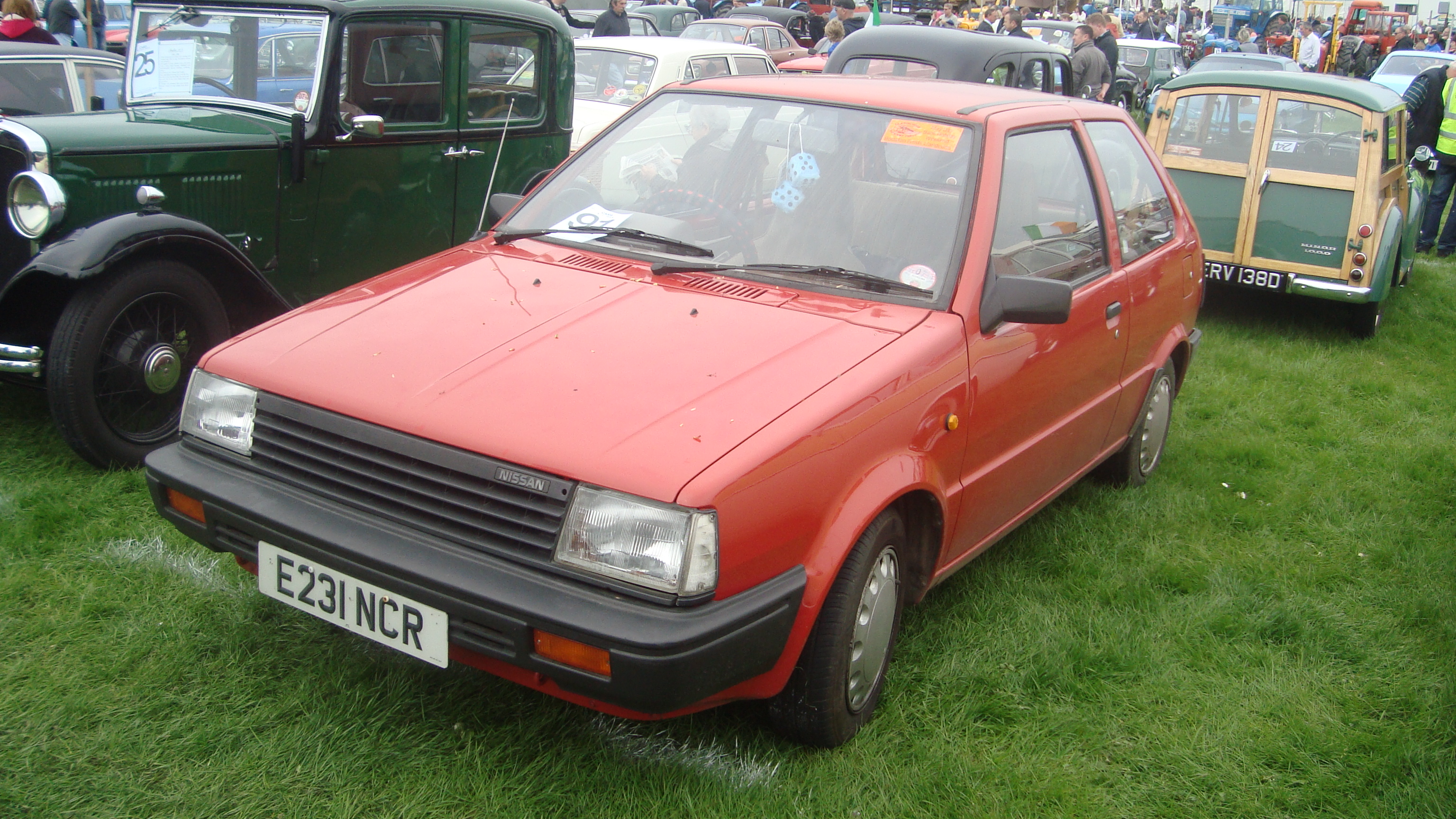
Nissan Micra (1986–1989)
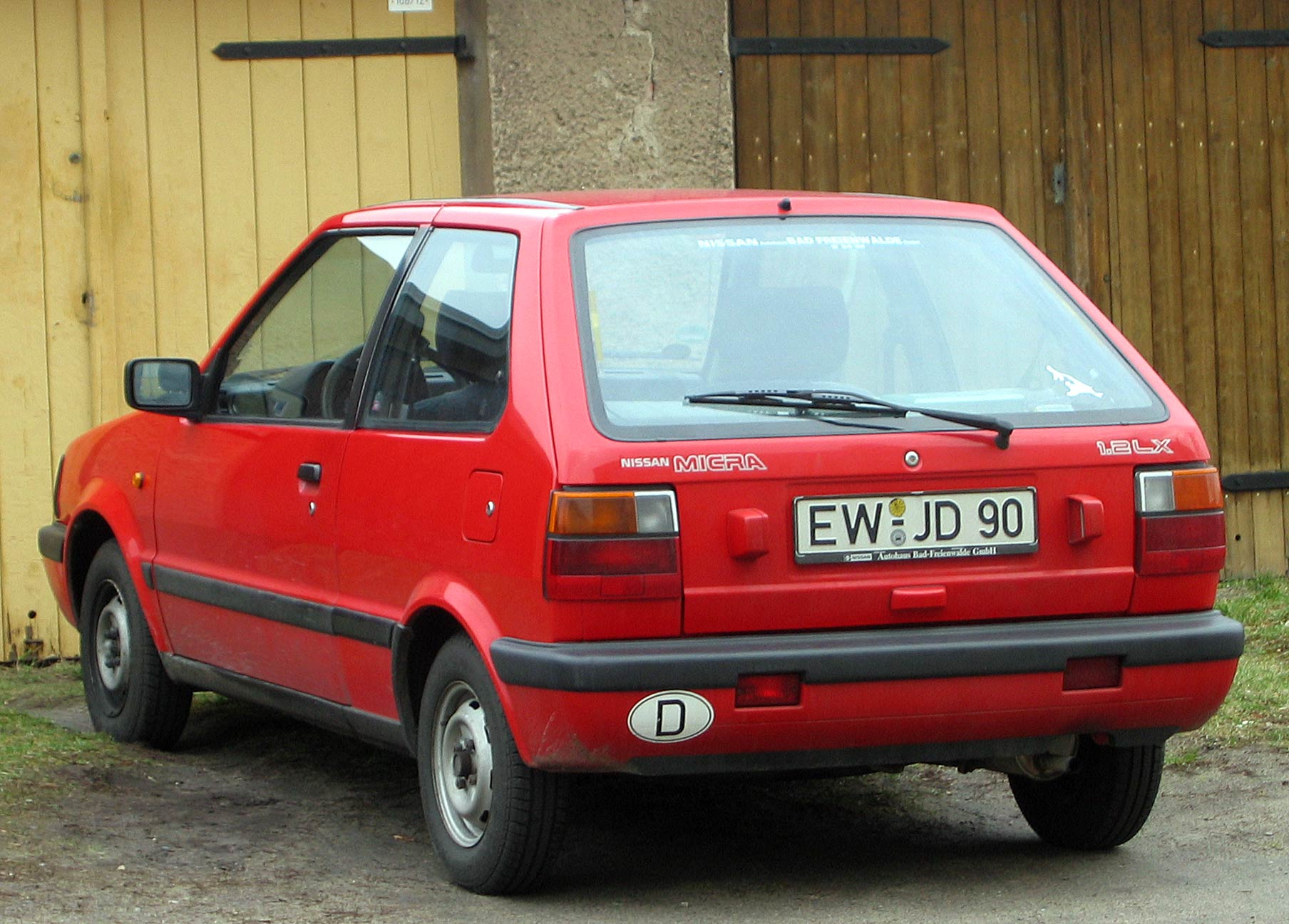
Heckansicht

Das zweite und letzte Facelift bekam der Micra K10 im September 1989. Erkennbar war dieses an einer etwas rundlicheren Fahrzeugfront, das heißt der Übergang von den Scheinwerfern und den etwas verkleinerten Stoßfängern zu den Kotflügeln war fließend. Zudem bekam der Nissan eine Kühlermaske mit zwei nebeneinanderliegenden Luftöffnungen.
Der Nissan Micra wurde ab Herbst 1989 in den Ausstattungslinien L, LX und Super S angeboten. L bezeichnete das Basismodell, das in Deutschland mit dem Beinamen Hit angeboten wurde. Äußerlich erkennbar war dieses an fehlenden Seitenschutzleisten sowie unlackierten Stoßfängern. Die Variante LX war mit getönten Scheiben, Heckklappenfernentriegelung, Mittelkonsole und geteilt klappbarer Rückbank für damalige Verhältnisse gut ausgestattet. Der Micra Super S bot zusätzlich Sportsitze, serienmäßige Breitreifen und einen Drehzahlmesser (anstelle der Quarzuhr bei L und LX). Optional war für LX und Super S auch ein großes elektrisches Faltdach erhältlich. Der kleine Nissan trug dann den Beinamen Topic. Zudem wurden in den letzten Verkaufsjahren zahlreiche Sondermodelle angeboten, zum Beispiel der Micra Peppermint mit mintgrüner Metalliclackierung. Alle Ausstattungslinien hatten einen geregelten Katalysator.

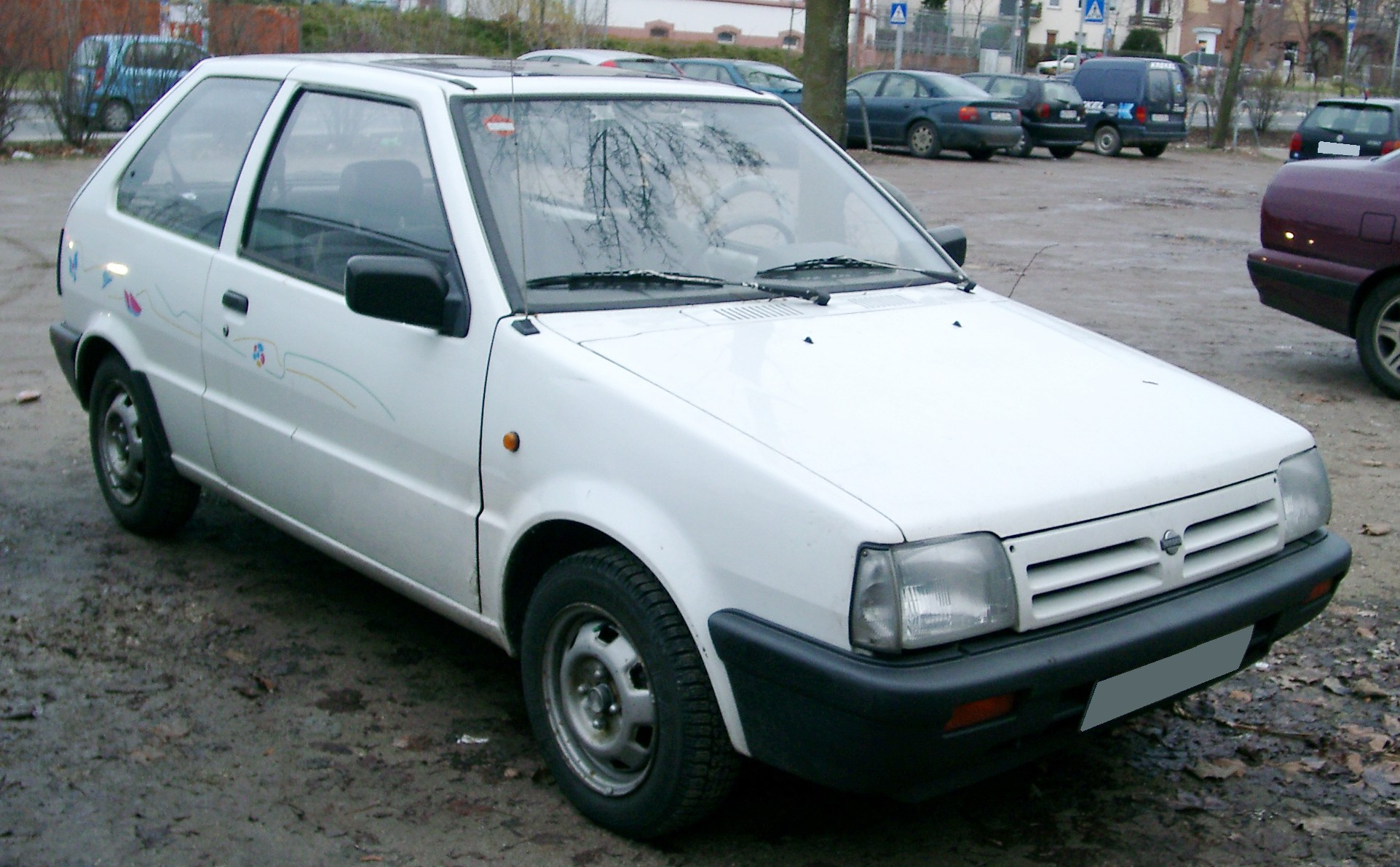
Nissan Micra (1989–1992)
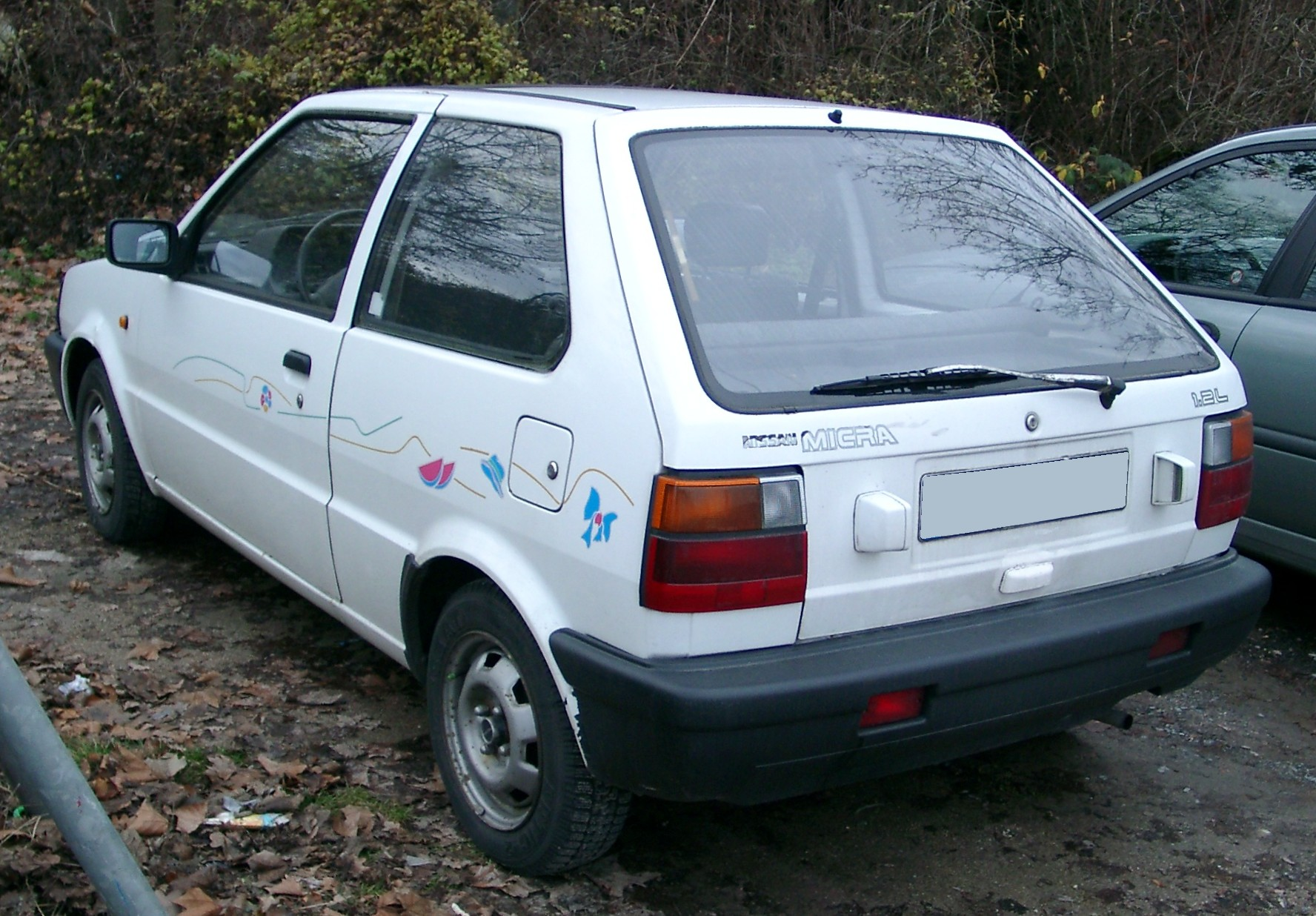
Heckansicht
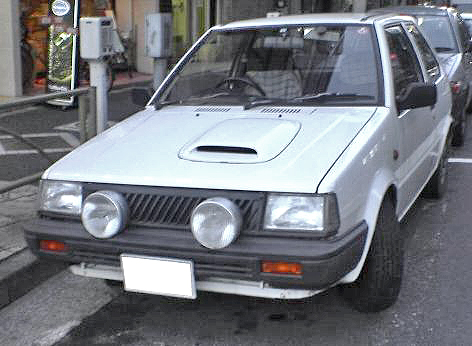
Nissan March R
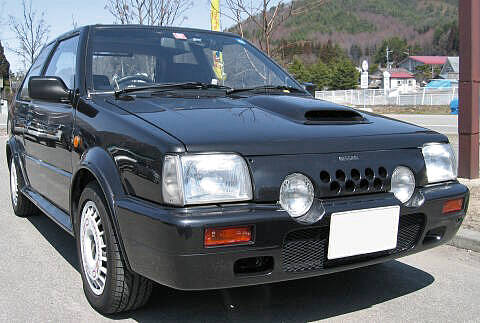
Nissan March Superturbo

| Nissan Micra                     | 1.0 | 1.0 Turbo* | 1.0i | 1.2 | 1.3i 16V |
| -------------------------------- | --- | --- | --- | --- | --- |
| Motor:                           | 4-Zylinder-Reihenmotor (Viertakt)                                                                              | 4-Zylinder-Reihenmotor (Viertakt)                                                                              | 4-Zylinder-Reihenmotor (Viertakt)                                                                              | 4-Zylinder-Reihenmotor (Viertakt)                                                                              | 4-Zylinder-Reihenmotor (Viertakt)                                                                              |
| Hubraum:                         | 988 cm³ | 988 cm³ | 998 cm³ | 1235 cm³ | 1275 cm³ |
| Bohrung × Hub:                   | 68 × 68 mm | 68 × 68 mm | 71 × 63 mm | 71 × 78 mm | 71 × 80,5 mm                                                                                                   |
| Leistung bei 1/min:              | 37 kW (50 PS) bei 6000                                                                                         | 62,5 kW (85 PS) bei 6000                                                                                       | 40 kW (55 PS) bei 6000                                                                                         | 42 kW (57 PS) bei 5200                                                                                         | 55 kW (75 PS) bei 6000                                                                                         |
| Max. Drehmoment bei 1/min:       | 73 Nm bei 3600                                                                                                 | 118 Nm bei 4400                                                                                                | 79 Nm bei 4000                                                                                                 | 93 Nm bei 3200                                                                                                 | 103 Nm bei 4000                                                                                                |
| Verdichtung:                     | 9,5:1 | 8:1 | 9,5:1 | 9:1 | 9,5:1 |
| Gemischaufbereitung:             | ein Fallstromvergaser                                                                                          | Saugrohreinspritzung                                                                                           | Saugrohreinspritzung                                                                                           | ein Fallstromvergaser                                                                                          | Saugrohreinspritzung                                                                                           |
| Ventilsteuerung:                 | OHC, Zahnriemen                                                                                                | OHC, Zahnriemen                                                                                                | OHC, Zahnriemen                                                                                                | OHC, Zahnriemen                                                                                                | DOHC, Zahnriemen                                                                                               |
| Kühlung:                         | Wasserkühlung                                                                                                  | Wasserkühlung                                                                                                  | Wasserkühlung                                                                                                  | Wasserkühlung                                                                                                  | Wasserkühlung                                                                                                  |
| Getriebe:                        | 4- oder 5-Gang-Getriebe a.W. Dreigangautomatik Frontantrieb K11: 5-Gang-Getriebe oder stufenlose CVT-Automatik | 4- oder 5-Gang-Getriebe a.W. Dreigangautomatik Frontantrieb K11: 5-Gang-Getriebe oder stufenlose CVT-Automatik | 4- oder 5-Gang-Getriebe a.W. Dreigangautomatik Frontantrieb K11: 5-Gang-Getriebe oder stufenlose CVT-Automatik | 4- oder 5-Gang-Getriebe a.W. Dreigangautomatik Frontantrieb K11: 5-Gang-Getriebe oder stufenlose CVT-Automatik | 4- oder 5-Gang-Getriebe a.W. Dreigangautomatik Frontantrieb K11: 5-Gang-Getriebe oder stufenlose CVT-Automatik |
| Radaufhängung vorn:              | MacPherson-Federbeine, Dreieckslenker, Schraubenfedern                                                         | MacPherson-Federbeine, Dreieckslenker, Schraubenfedern                                                         | MacPherson-Federbeine, Dreieckslenker, Schraubenfedern                                                         | MacPherson-Federbeine, Dreieckslenker, Schraubenfedern                                                         | MacPherson-Federbeine, Dreieckslenker, Schraubenfedern                                                         |
| Radaufhängung hinten:            | Starrachse, Längs- und Schräglenker, Schraubenfedern                                                           | Starrachse, Längs- und Schräglenker, Schraubenfedern                                                           | Starrachse, Längs- und Schräglenker, Schraubenfedern                                                           | Starrachse, Längs- und Schräglenker, Schraubenfedern                                                           | Starrachse, Längs- und Schräglenker, Schraubenfedern                                                           |
| Bremsen:                         | Scheibenbremsen vorne, Trommelbremsen hinten, Bremskraftverstärker                                             | Scheibenbremsen vorne, Trommelbremsen hinten, Bremskraftverstärker                                             | Scheibenbremsen vorne, Trommelbremsen hinten, Bremskraftverstärker                                             | Scheibenbremsen vorne, Trommelbremsen hinten, Bremskraftverstärker                                             | Scheibenbremsen vorne, Trommelbremsen hinten, Bremskraftverstärker                                             |
| Lenkung:                         | Zahnstangenlenkung, a.W. Servo                                                                                 | Zahnstangenlenkung, a.W. Servo                                                                                 | Zahnstangenlenkung, a.W. Servo                                                                                 | Zahnstangenlenkung, a.W. Servo                                                                                 | Zahnstangenlenkung, a.W. Servo                                                                                 |
| Karosserie:                      | Stahlblech, selbsttragend                                                                                      | Stahlblech, selbsttragend                                                                                      | Stahlblech, selbsttragend                                                                                      | Stahlblech, selbsttragend                                                                                      | Stahlblech, selbsttragend                                                                                      |
| Spurweite vorn/hinten:           | 1345–1365/1325–1330 mm                                                                                         | 1345–1365/1325–1330 mm                                                                                         | 1345–1365/1325–1330 mm                                                                                         | 1345–1365/1325–1330 mm                                                                                         | 1345–1365/1325–1330 mm                                                                                         |
| Radstand:                        | 2300–2360 mm                                                                                                   | 2300–2360 mm                                                                                                   | 2300–2360 mm                                                                                                   | 2300–2360 mm                                                                                                   | 2300–2360 mm                                                                                                   |
| Abmessungen:                     | 3640–3760 × 1560–1590 × 1395–1430 mm                                                                           | 3640–3760 × 1560–1590 × 1395–1430 mm                                                                           | 3640–3760 × 1560–1590 × 1395–1430 mm                                                                           | 3640–3760 × 1560–1590 × 1395–1430 mm                                                                           | 3640–3760 × 1560–1590 × 1395–1430 mm                                                                           |
| Leergewicht:                     | 620–705 kg | 710–730 kg | 620–705 kg | 720–795 kg | 770–835 kg |
| Höchstgeschwindigkeit:           | 145 km/h | 160 km/h | 145 km/h | 142–145 km/h                                                                                                   | 162–165 km/h                                                                                                   |
| 0–100 km/h:                      | nicht angegeben                                                                                                | nicht angegeben                                                                                                | 16,4–19,7 s | nicht angegeben                                                                                                | 12–13,7 s |
| Verbrauch (Liter/100 Kilometer): | 5,9–6,8 N | n. a. | 6,0–6,1 S | n. a. | 6,6–6,9 S |

- Nissan March Turbo nur in Japan und USA.

## Micra (K11, 1992–2003)
Im August 1992 wurde die zweite Generation des Nissan Micra vorgestellt. Sie erhielt die Auszeichnung Auto des Jahres 1993 und war das erste japanische Fahrzeug, das diesen Preis bekam. Diese Micra-Generation war außer mit dem serienmäßigen 5-Gang-Schaltgetriebe auch mit einem stufenlosen Automatikgetriebe (CVT-Getriebe) lieferbar. Die Produktion für den europäischen Markt fand nun im englischen Werk der Nissan Motor Manufacturing (UK) Ltd. bei Washington statt. In einigen asiatischen Ländern gibt es darüber hinaus einen Ableger, der als Nissan Verita und Maruti Zen Classic vermarktet wird.
| Sterne im Euro-NCAP-Crashtest | 2 Sterne im Euro-NCAP-Crashtest |

Ab 1997 war auf dem japanischen Markt auch eine Cabrioletversion des Micra bzw. March erhältlich. Vereinzelt wurde sie auch ins Vereinigte Königreich exportiert. Diese Baureihe wurde und wird auch im Rallysport eingesetzt, gerne auch im Rallycross.
Ebenso blieb die Kombiversion March Box dem japanischen Markt vorbehalten. In Taiwan gab es außerdem eine viertürige Stufenhecklimousine.
Mit dem Nissan March Bolero gab es außerdem ein Luxusmodell, das von 1999 bis 2003 auf bestimmten Märkten erhältlich war. Der March Bolero verfügte über ein neu gestaltetes Äußeres und einen Innenraum mit Ledersitzen im Stil britischer Autos der 1950er und 1960er Jahre.

### Modellpflegen
Der Micra erfuhr im Laufe seiner zehnjährigen Bauzeit drei Überarbeitungen:
Die erste Überarbeitung erfolgte im Zeitraum zwischen Ende 1995 und Anfang 1996 in Form eines geänderten Kühlergrills, schmalen Zierleisten und anderen Lenkstockschaltern. Ebenso gab es die überarbeiteten Modelle nur noch mit dem Airbaglenkrad, welches kurz vor den Änderungen erstmals eingeführt wurde. Im Innenraum kamen neue Stoffbezüge hinzu und eine dunkel abgesetzte Mittelkonsole samt passend dunklen Tachorahmen.
Die zweite, nun auffälligere, Überarbeitung erfolgte im Februar 1998. Die Modelle waren an den größeren Scheinwerfern sowie geänderten Lufteinlässen des Kühlergrills zu erkennen. Im September 2000 wurde ein weiteres Facelift vorgenommen, das vor allem durch Chromschmuck um den Kühlergrill und die abgedunkelten Heckleuchten sichtbar wurde.

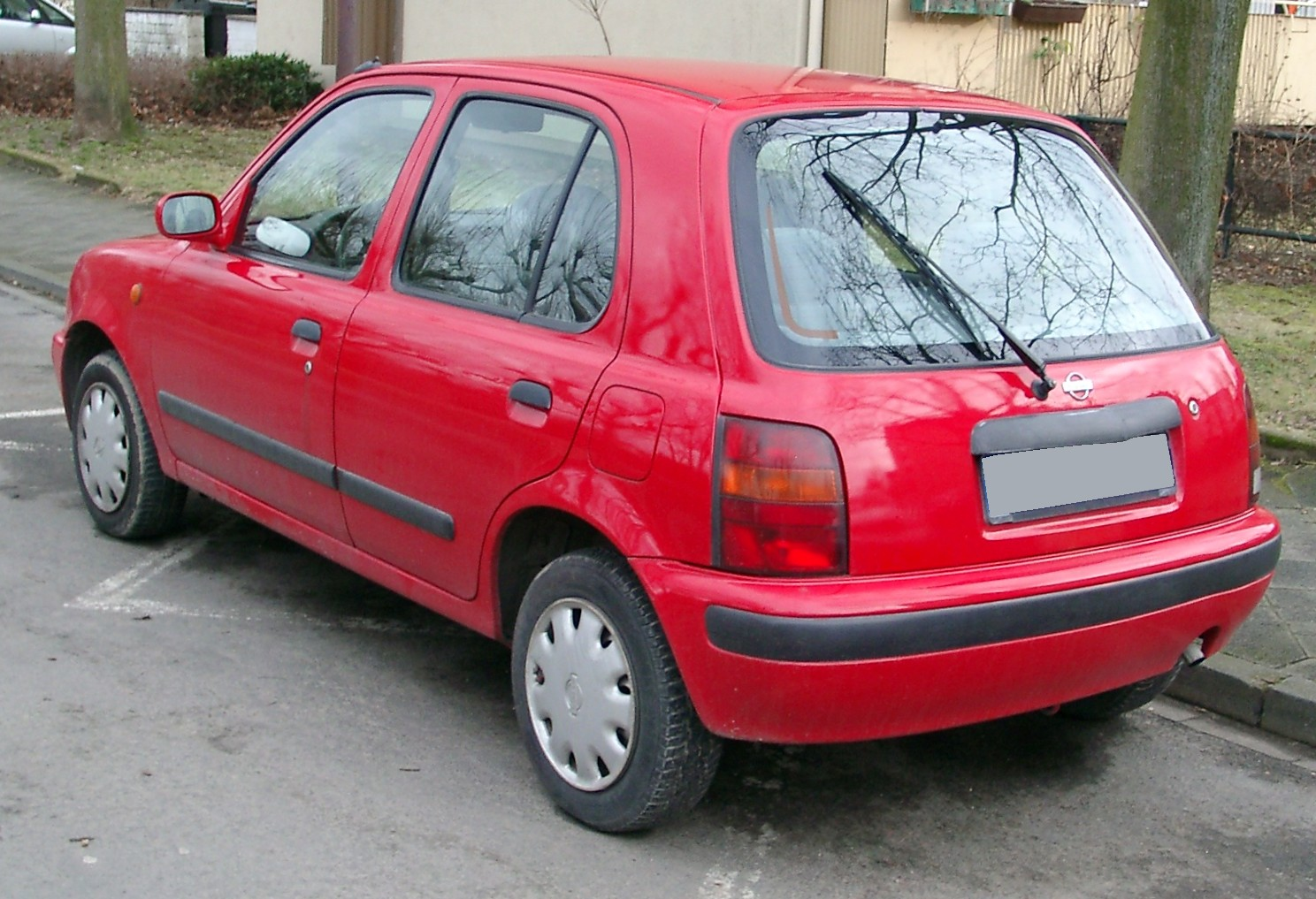
Heckansicht
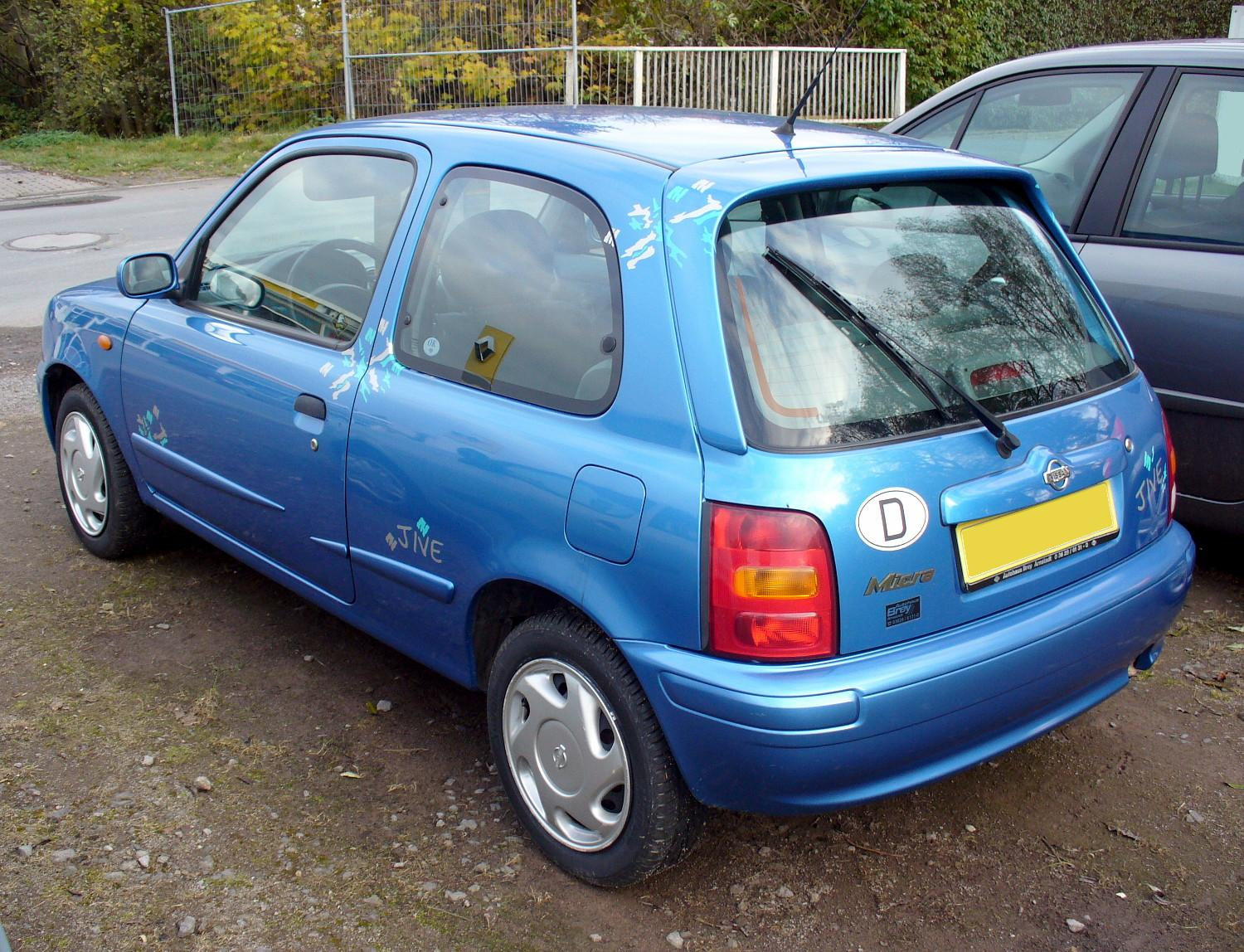
Nissan Micra (1998–2000)
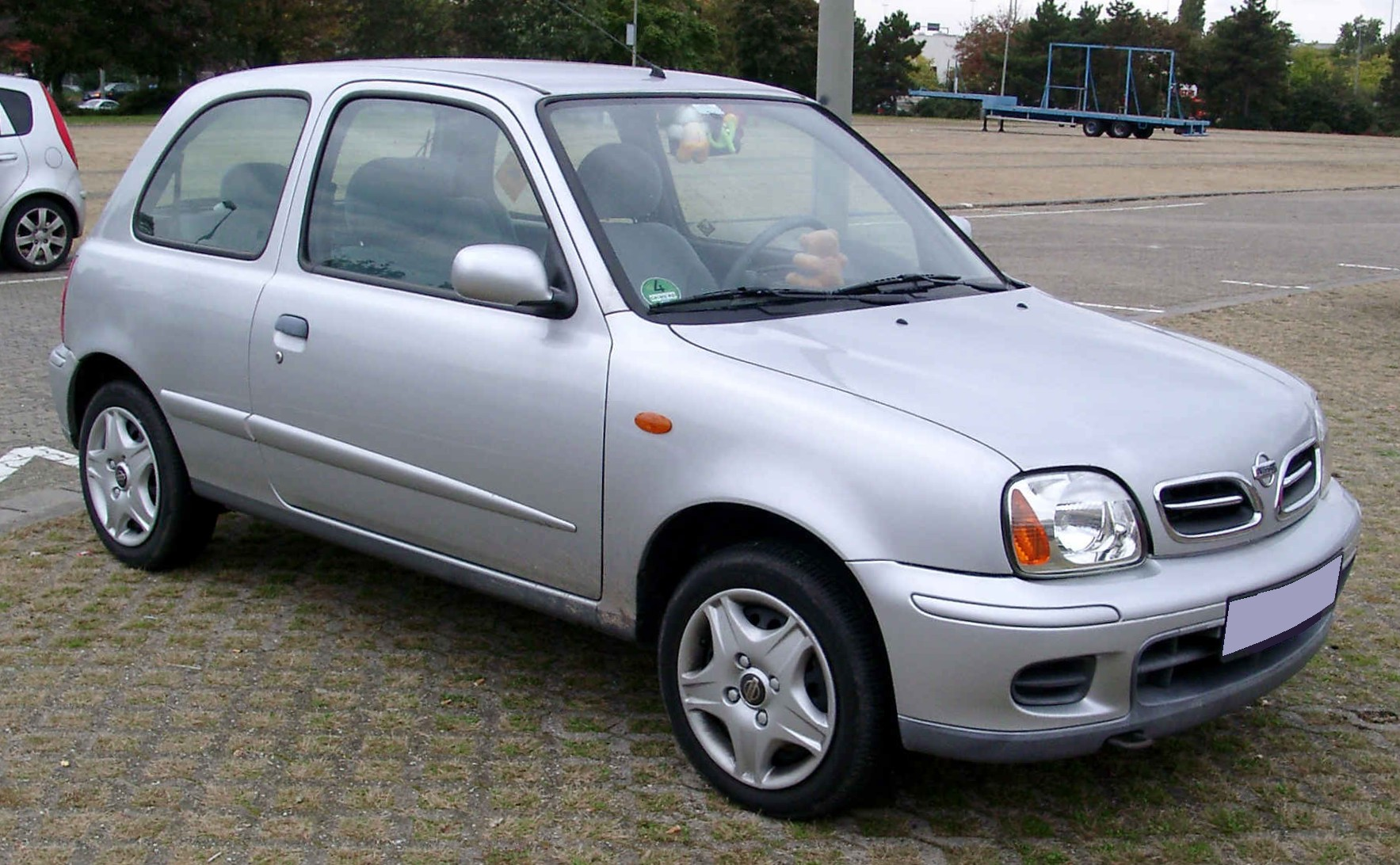
Nissan Micra (2000–2003)
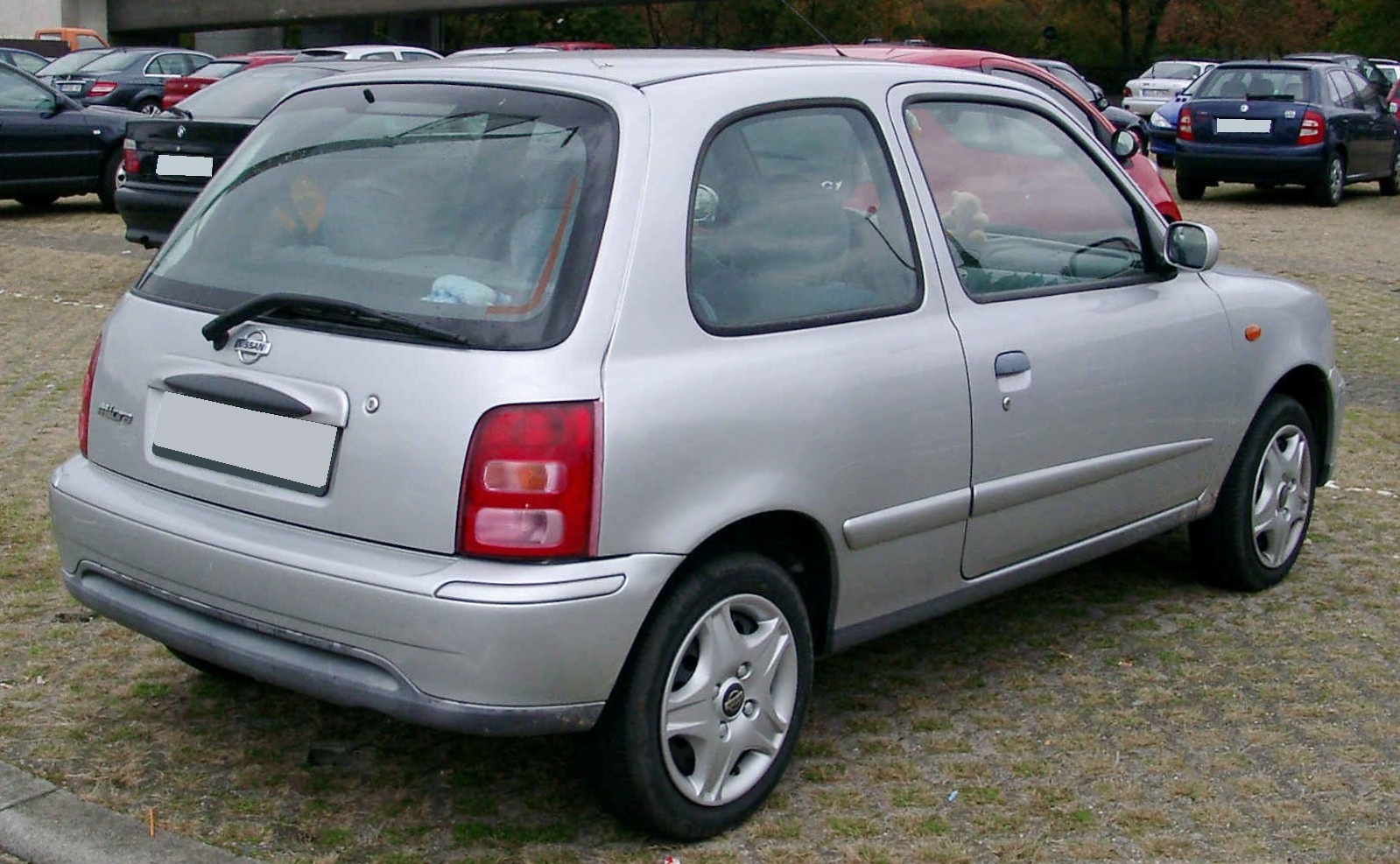
Heckansicht
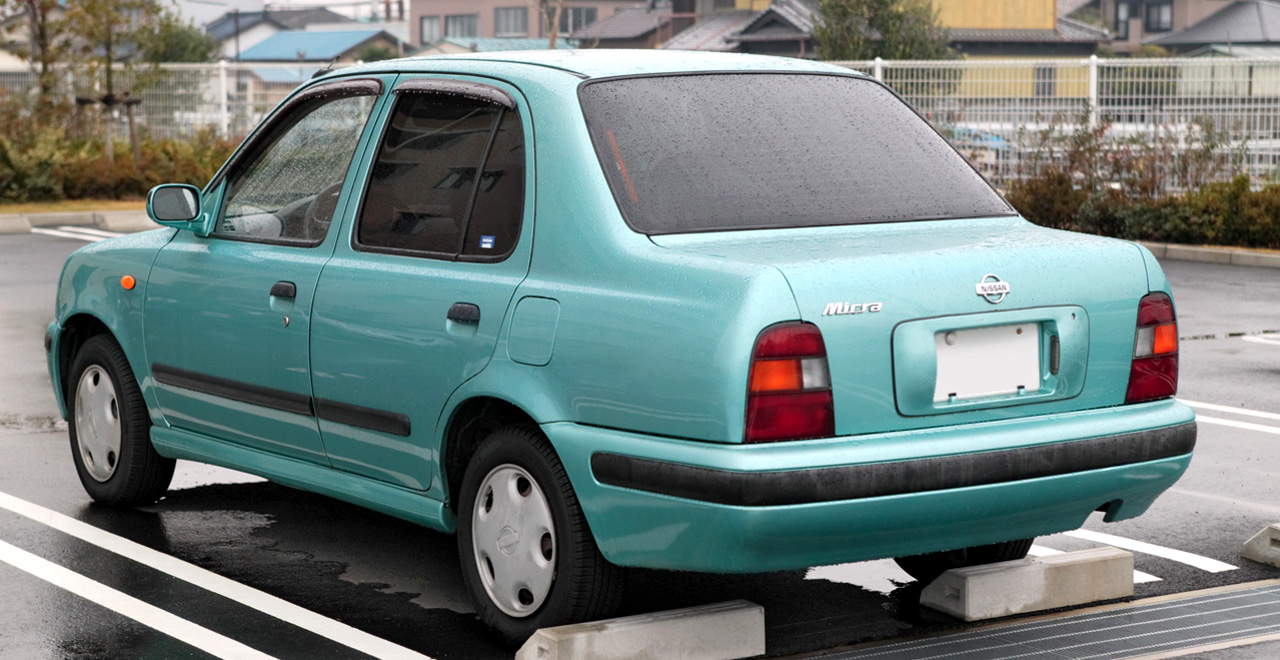
Nissan Micra Limousine (Taiwan)
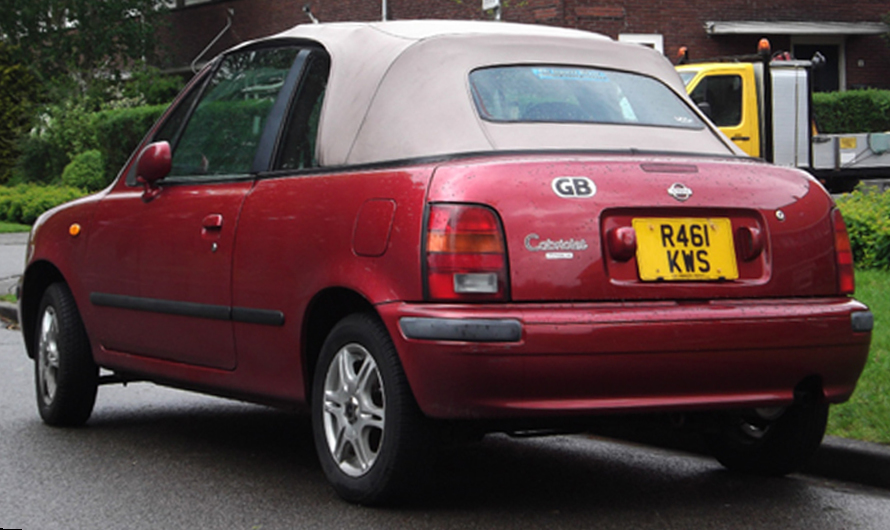
Nissan March Cabriolet (Japan)
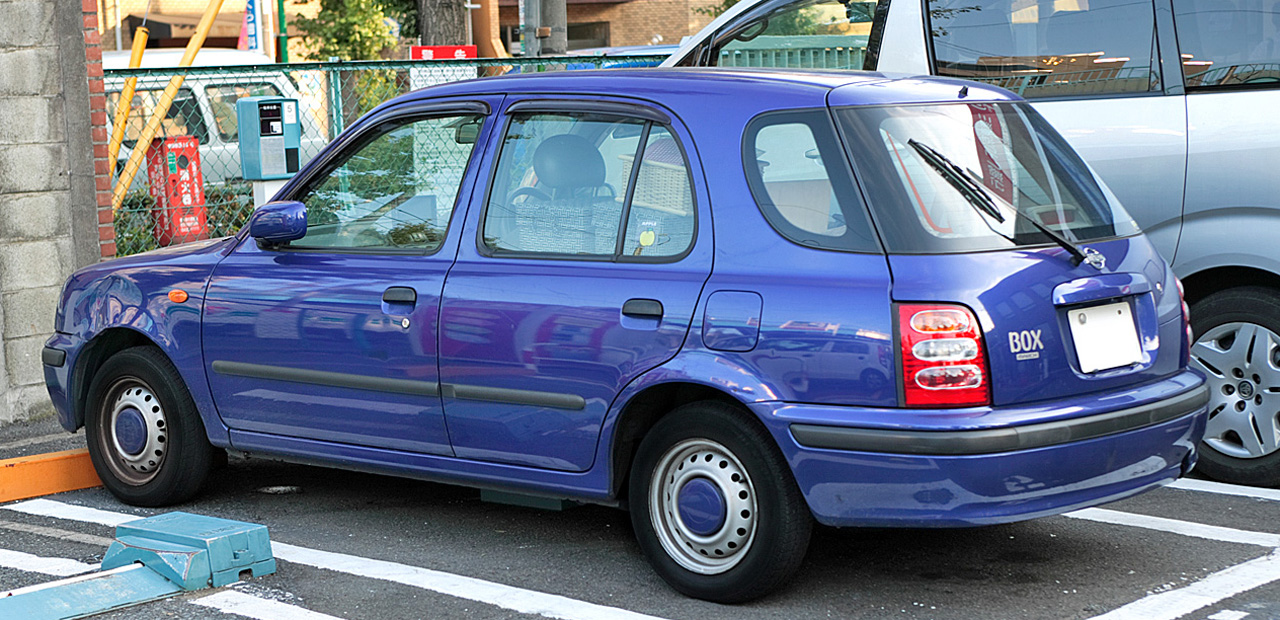
Nissan March Box (Japan, 2000–2003)
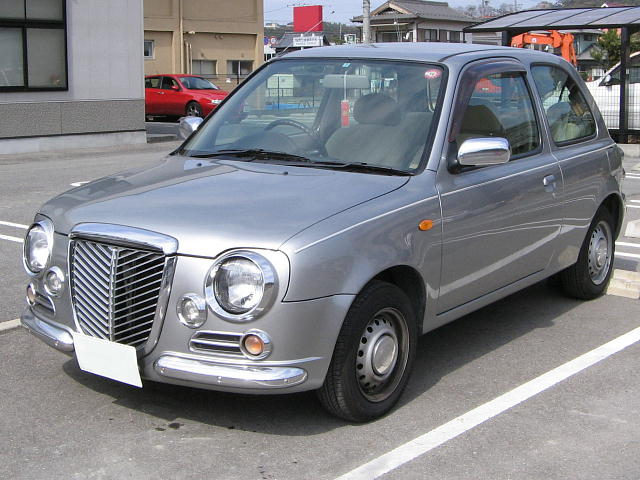
Nissan March Bolero (Japan)
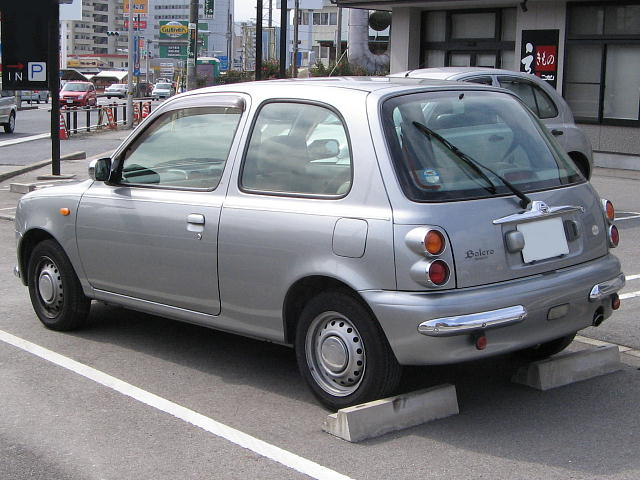
Heckansicht

| Nissan Micra                                | 1.0                                           | 1.0                                           | 1.3                                           | 1.4                                           | 1.5 Diesel                                    |
| ------------------------------------------- | --------------------------------------------- | --------------------------------------------- | --------------------------------------------- | --------------------------------------------- | --------------------------------------------- |
| Bauzeitraum:                                | 08/1992–09/2000                               | 09/2000–02/2003                               | 08/1992–09/2000                               | 09/2000–02/2003                               | 02/1998–02/2003                               |
| Motorkennung:                               | CG10                                          | CG10                                          | CG13                                          | CGA3                                          | TUD5                                          |
| Motor:                                      | 4-Zylinder-Reihenmotor (Viertakt)             | 4-Zylinder-Reihenmotor (Viertakt)             | 4-Zylinder-Reihenmotor (Viertakt)             | 4-Zylinder-Reihenmotor (Viertakt)             | 4-Zylinder-Reihenmotor (Viertakt)             |
| Hubraum:                                    | 998 cm³                                       | 998 cm³                                       | 1275 cm³                                      | 1348 cm³                                      | 1527 cm³                                      |
| Bohrung × Hub:                              | 71 × 63 mm                                    | 71 × 63 mm                                    | 71 × 80,5 mm                                  | 72 × 82,8 mm                                  | 77 × 82 mm                                    |
| Leistung bei 1/min:                         | 40 kW (55 PS) bei 6000                        | 44 kW (60 PS) bei 6000                        | 55 kW (75 PS) bei 6000                        | 60 kW (82 PS) bei 6000                        | 42 kW (58 PS) bei 5000                        |
| Max. Drehmoment bei 1/min:                  | 79 Nm bei 4000                                | 84 Nm bei 4000                                | 106 Nm bei 4000                               | 108 Nm bei 2800                               | 95 Nm bei 2250                                |
| Verdichtung:                                | 9,5:1                                         | 9,8:1                                         | 9,5:1                                         | 9,5:1                                         | 23:1                                          |
| Kraftstoff;                                 | Benzin / Super                                | Benzin / Super                                | Benzin / Super                                | Benzin / Super                                | Diesel                                        |
| Ventilsteuerung:                            | DOHC, Steuerkette                             | DOHC, Steuerkette                             | DOHC, Steuerkette                             | DOHC, Steuerkette                             | OHC, Zahnriemen                               |
| Getriebe:                                   | 5-Gang-Getriebe oder stufenlose CVT-Automatik | 5-Gang-Getriebe oder stufenlose CVT-Automatik | 5-Gang-Getriebe oder stufenlose CVT-Automatik | 5-Gang-Getriebe oder stufenlose CVT-Automatik | 5-Gang-Getriebe oder stufenlose CVT-Automatik |
| Leergewicht:                                | ab 775 kg                                     | ab 775 kg                                     | 935 kg                                        | 940 kg                                        | 975 kg                                        |
| Höchstgeschwindigkeit:                      | 150 km/h                                      | 150 km/h                                      | 170 km/h                                      | 170 km/h                                      | 146 km/h                                      |
| 0–100 km/h:                                 | 16,4 s                                        | 15,5 s                                        | 12 s                                          | 11,9 s                                        | 18,7 s                                        |
| Verbrauch Liter/100 Kilometer: (kombiniert) | 6,0 N                                         | 6,0 N                                         | 6,6 S                                         | 6,1 S                                         | 5,0 D                                         |

## Micra (K12, 2003–2010)
| Sterne im Euro NCAP-Crashtest (2003) | 4 Sterne im Euro-NCAP-Crashtest |

Nach zwei umfassenden Überarbeitungen am Vorgänger kam im Februar 2003 die dritte Generation des Micra auf den Markt. Auch diese Generation entstammte für Europa aus englischer Produktion. Charakteristisches Kennzeichen dieses Kleinwagens ist vor allem das rundliche Design, das insbesondere weibliche Kunden ansprechen soll.

### Modellpflege
Im Juni 2005 erhielt der Micra ein Facelift, äußerlich an der geänderten Frontpartie mit Stoßleiste, vergrößertem Lufteinlass unterhalb des Kennzeichens, Vorbereitungen für Nebelscheinwerfer sowie an den nun weißen vorderen Blinkern zu erkennen.
Die K12-Reihe ist nicht so beliebt wie der Vorgänger (K11), unter anderem wegen der technisch wirkenden Formsprache. Dazu kommen noch anfängliche Probleme mit der Steuerkette. Besonders bei den 65-PS- und 80-PS-1,2-Liter-Ottomotoren der Baujahre 2003 und 2004 verwendete der Hersteller eine kurzlebige Steuerkette. Ein Wechsel ist schon unter 80.000 km nötig. Bei späteren Baujahren ließen die Probleme mit der Steuerkette nach, und der Micra wurde vom ADAC zum Auto mit den wenigsten Ausfällen im Jahr 2007 gewählt.
Im Juni 2010 wurde die Produktion eingestellt. Der Nachfolger kam Ende des Jahres auf den Markt.

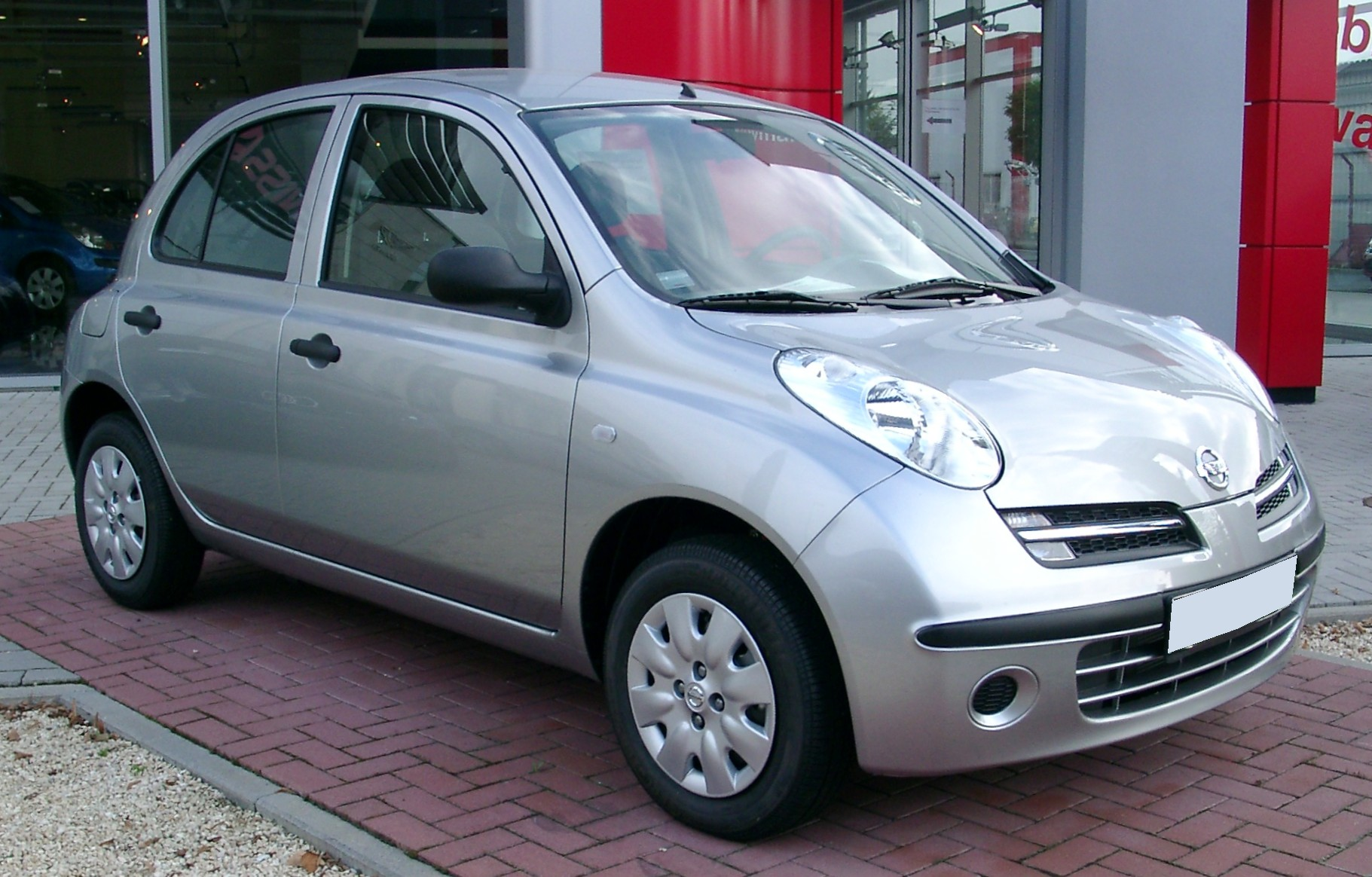
Nissan Micra (2005–2010)
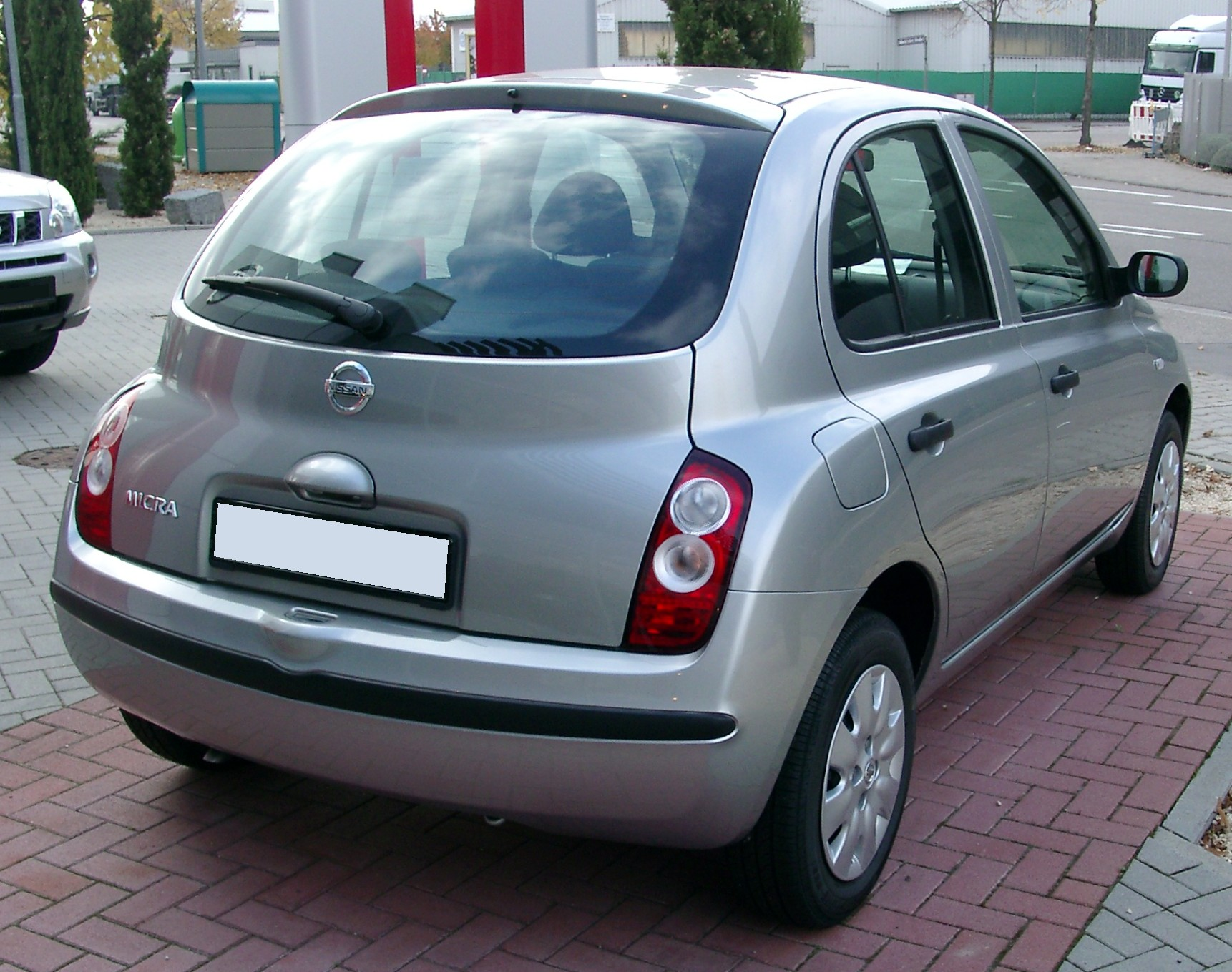
Heckansicht

### Micra C+C
Von dieser Generation war ab Juni 2005 auch ein C+C (Cabriolet/Coupé) erhältlich. Das Dachsystem wurde von Karmann im Nissan-Werk Washington gefertigt.
Im März 2009 endete die Produktion mangels Nachfrage.

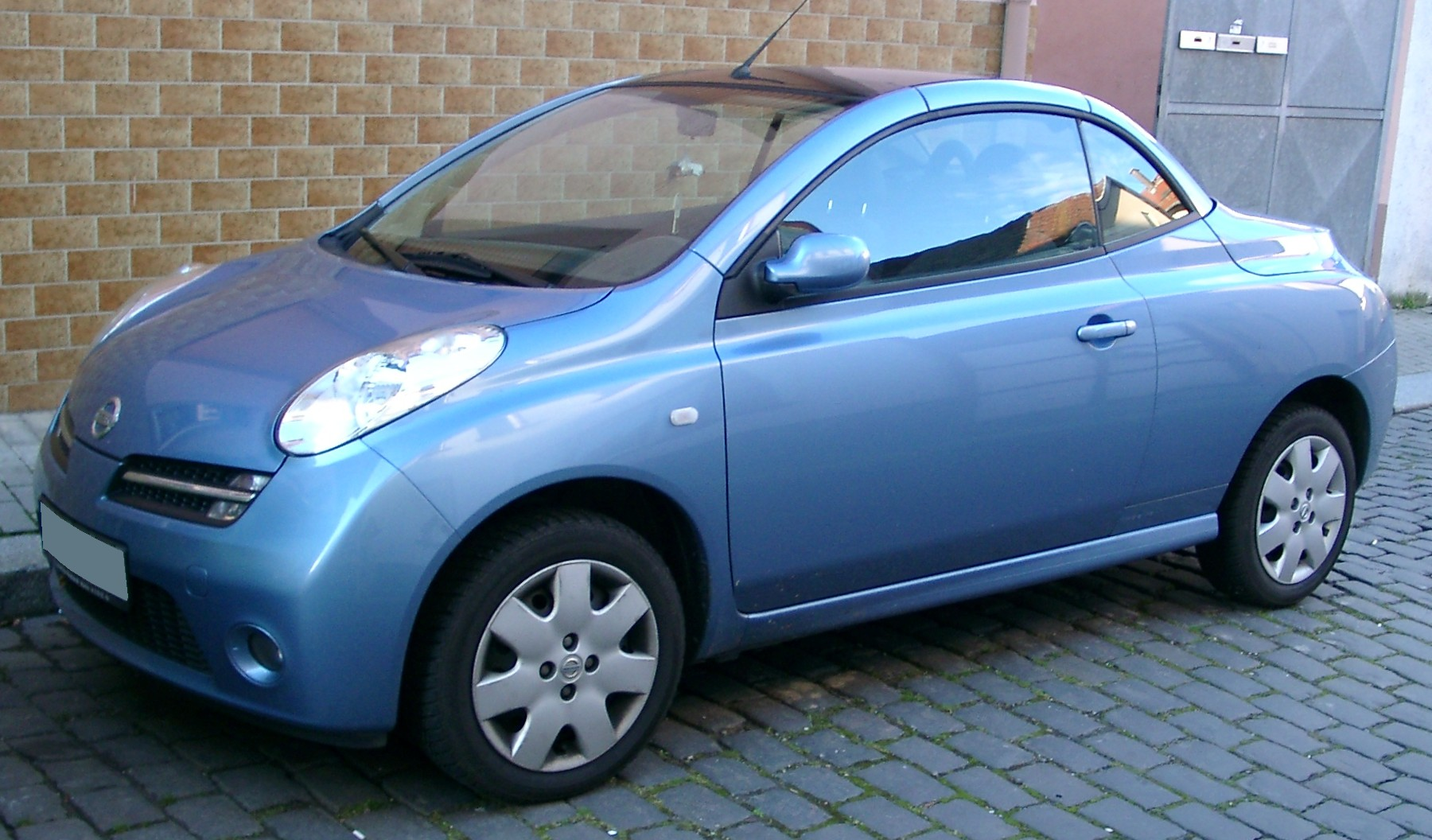
Nissan Micra C+C (2005–2009)
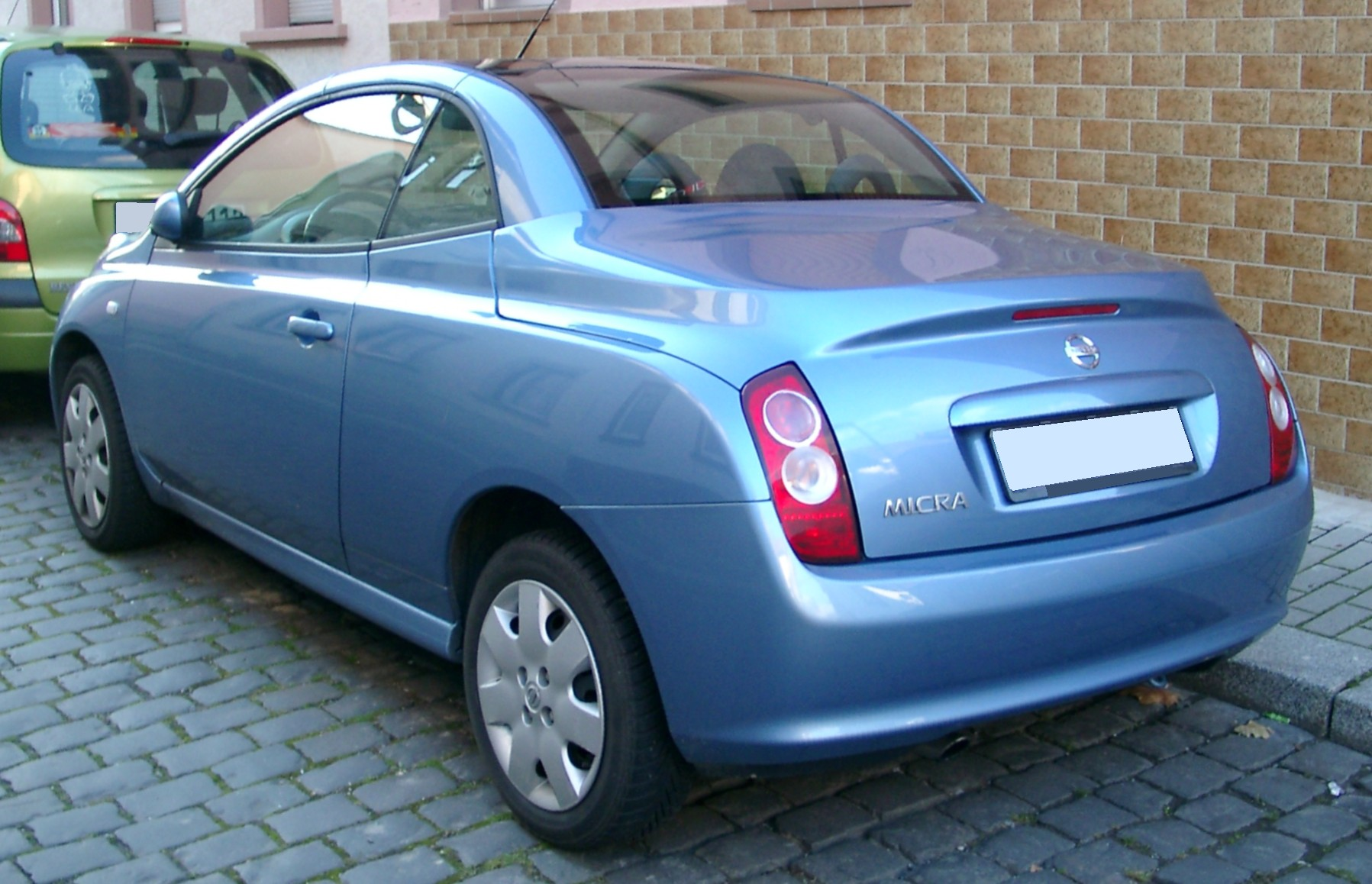
Heckansicht

### Sondermodelle

#### 25th-Edition
Zum 25. Geburtstag des Micra brachte Nissan ein Sondermodell „25th Edition“ heraus. Dieses hat silber-graue Außenspiegel und Radkappen und silber umrahmte Fußmatten im Innenraum. Allerdings gibt es auch andersfarbige Modelle, z. B. schwarz. Auf dem Heck rechts unten befindet sich ein kreisrundes Logo mit der Aufschrift 25th.

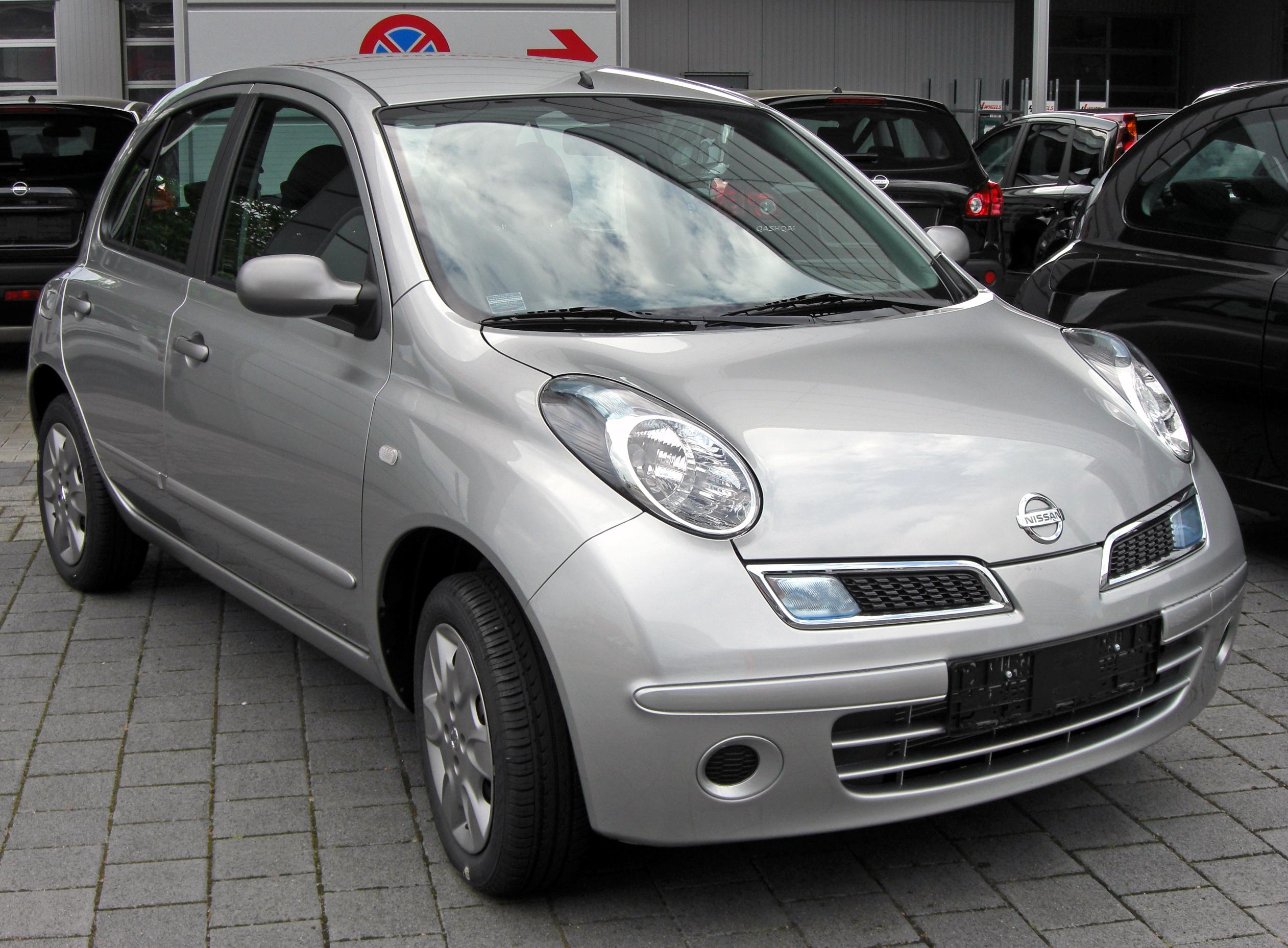
Nissan Micra „25th Edition“ (2009–2010)
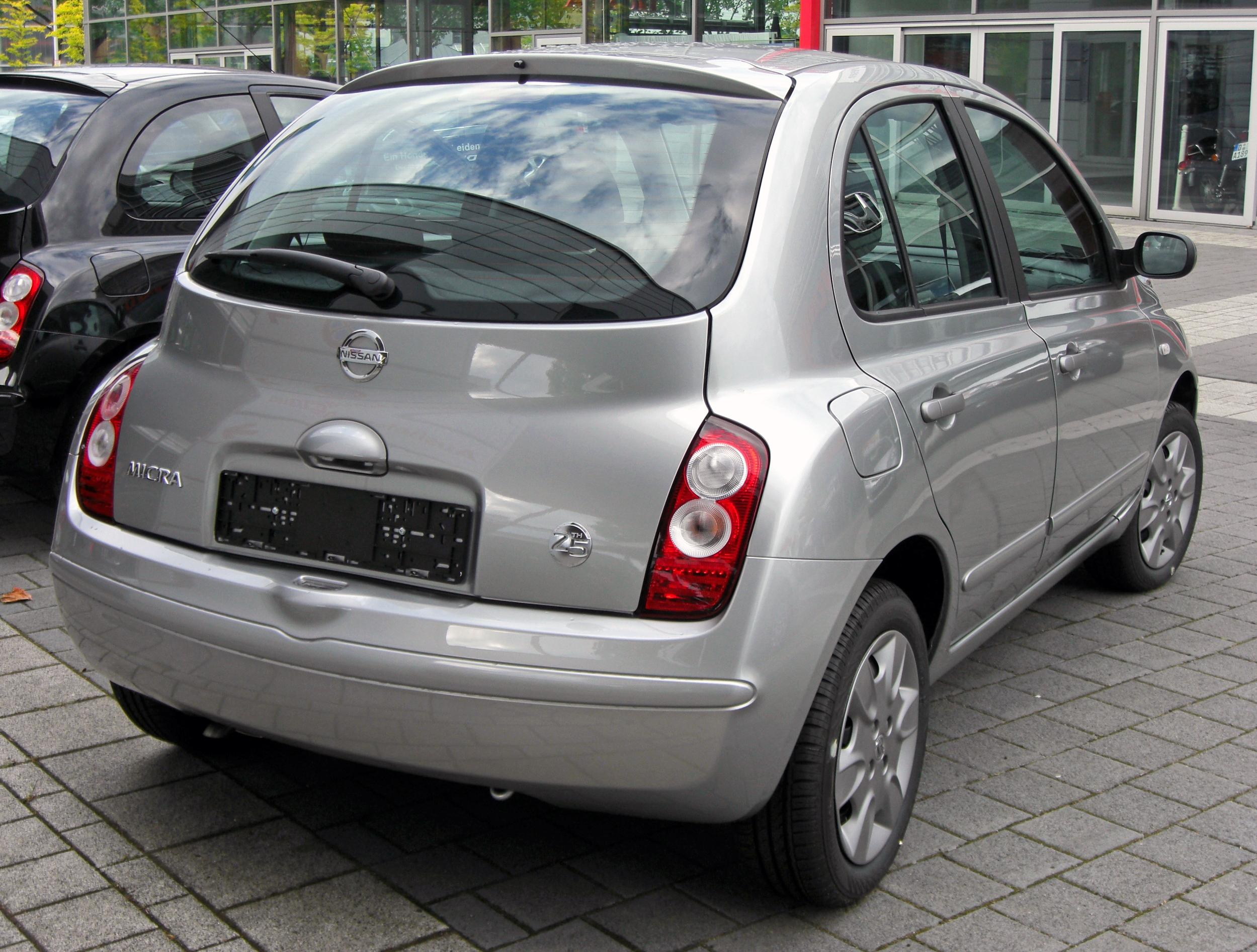
Heckansicht

#### 160SR
Ab November 2005 gab es auch eine Sportversion des Micra K12. Diese Ausführung hat einen 1,6-Liter-Motor mit 81 kW (110 PS) und heißt 160SR. Zudem hat er auch noch eine Sportverspoilerung, Aluminiumräder und in der 160SR-Packversion fast eine Vollausstattung.

### Motoren
| Benziner: - 1,2 l R4 48 kW (65 PS) - 1,2 l R4 59 kW (80 PS) - 1,4 l R4 65 kW (88 PS) - 1,6 l R4 81 kW (110 PS) | Diesel: - 1,5 l R4 48–50 kW (65–68 PS) - 1,5 l R4 60–63 kW (82–86 PS) |

| Nissan Micra               | 1.2                                                                     | 1.2                                                                     | 1.4                                                                     | 1.6                                                                     | 1.5 dCi                                                                 | 1.5 dCi                                                                 |
| -------------------------- | ----------------------------------------------------------------------- | ----------------------------------------------------------------------- | ----------------------------------------------------------------------- | ----------------------------------------------------------------------- | ----------------------------------------------------------------------- | ----------------------------------------------------------------------- |
| Motor:                     | 4-Zylinder-Reihenmotor (Viertakt)                                       | 4-Zylinder-Reihenmotor (Viertakt)                                       | 4-Zylinder-Reihenmotor (Viertakt)                                       | 4-Zylinder-Reihenmotor (Viertakt)                                       | 4-Zylinder-Reihenmotor (Viertakt)                                       | 4-Zylinder-Reihenmotor (Viertakt)                                       |
| Gemischaufbereitung:       | Saugrohreinspritzung                                                    | Saugrohreinspritzung                                                    | Saugrohreinspritzung                                                    | Saugrohreinspritzung                                                    | Common Rail-Einspritzung, Turbolader                                    | Common Rail-Einspritzung, Turbolader                                    |
| Ventilsteuerung:           | DOHC, Kette                                                             | DOHC, Kette                                                             | DOHC, Kette                                                             | DOHC, Kette                                                             | OHC, Zahnriemen                                                         | OHC, Zahnriemen                                                         |
| Hubraum:                   | 1240 cm³                                                                | 1240 cm³                                                                | 1386 cm³                                                                | 1598 cm³                                                                | 1461 cm³                                                                | 1461 cm³                                                                |
| Bohrung × Hub:             | 71 × 78,3 mm                                                            | 71 × 78,3 mm                                                            | 73 × 82,8 mm                                                            | 78 × 83,6 mm                                                            | 76 × 80,5 mm                                                            | 76 × 80,5 mm                                                            |
| Verdichtung:               | 9,8:1                                                                   | 9,9:1                                                                   | 9,8:1                                                                   | 10,7:1                                                                  | 18,8:1                                                                  | 18,8:1                                                                  |
| Leistung bei 1/min:        | 48 kW (65 PS) bei 5200                                                  | 59 kW (80 PS) bei 5200                                                  | 65 kW (88 PS) bei 5200                                                  | 81 kW (110 PS) bei 6000                                                 | 48 kW (65 PS) bei 4000                                                  | 63 kW (86 PS) bei 3750                                                  |
| Max. Drehmoment bei 1/min: | 110 Nm bei 3600                                                         | 110 Nm bei 3600                                                         | 128 Nm bei 3200                                                         | 153 Nm bei 4400                                                         | 160 Nm bei 2000                                                         | 200 Nm bei 1900                                                         |
| Antrieb:                   | Frontantrieb                                                            | Frontantrieb                                                            | Frontantrieb                                                            | Frontantrieb                                                            | Frontantrieb                                                            | Frontantrieb                                                            |
| Getriebe serienmäßig:      | 5-Gang-Getriebe                                                         | 5-Gang-Getriebe                                                         | 5-Gang-Getriebe                                                         | 5-Gang-Getriebe                                                         | 5-Gang-Getriebe                                                         | 5-Gang-Getriebe                                                         |
| Getriebe optional:         | —                                                                       | Viergangautomatik                                                       | Viergangautomatik                                                       | —                                                                       | —                                                                       | —                                                                       |
| Radaufhängung vorn:        | Dreiecklenker, Schraubenfedern                                          | Dreiecklenker, Schraubenfedern                                          | Dreiecklenker, Schraubenfedern                                          | Dreiecklenker, Schraubenfedern                                          | Dreiecklenker, Schraubenfedern                                          | Dreiecklenker, Schraubenfedern                                          |
| Radaufhängung hinten:      | Verbundlenkerachse, Schraubenfedern                                     | Verbundlenkerachse, Schraubenfedern                                     | Verbundlenkerachse, Schraubenfedern                                     | Verbundlenkerachse, Schraubenfedern                                     | Verbundlenkerachse, Schraubenfedern                                     | Verbundlenkerachse, Schraubenfedern                                     |
| Bremsen:                   | Scheibenbremsen vorne, Trommelbremsen hinten, Bremskraftverstärker, ABS | Scheibenbremsen vorne, Trommelbremsen hinten, Bremskraftverstärker, ABS | Scheibenbremsen vorne, Trommelbremsen hinten, Bremskraftverstärker, ABS | Scheibenbremsen vorne, Trommelbremsen hinten, Bremskraftverstärker, ABS | Scheibenbremsen vorne, Trommelbremsen hinten, Bremskraftverstärker, ABS | Scheibenbremsen vorne, Trommelbremsen hinten, Bremskraftverstärker, ABS |
| Lenkung:                   | Zahnstangenlenkung, Servo                                               | Zahnstangenlenkung, Servo                                               | Zahnstangenlenkung, Servo                                               | Zahnstangenlenkung, Servo                                               | Zahnstangenlenkung, Servo                                               | Zahnstangenlenkung, Servo                                               |
| Spurweite vorn/hinten:     | 1470/1455 mm                                                            | 1470/1455 mm                                                            | 1470/1455 mm                                                            | 1470/1455 mm                                                            | 1470/1455 mm                                                            | 1470/1455 mm                                                            |
| Radstand:                  | 2430 mm                                                                 | 2430 mm                                                                 | 2430 mm                                                                 | 2430 mm                                                                 | 2430 mm                                                                 | 2430 mm                                                                 |
| Abmessungen:               | 3715 × 1660 × 1540 mm                                                   | 3715 × 1660 × 1540 mm                                                   | 3715 × 1660 × 1540 mm                                                   | 3715 × 1660 × 1540 mm                                                   | 3715 × 1660 × 1540 mm                                                   | 3715 × 1660 × 1540 mm                                                   |
| Leergewicht:               | 940 kg                                                                  | 970 kg                                                                  | 975 kg                                                                  | 1120 kg                                                                 | 1105 kg                                                                 | 1136 kg                                                                 |
| Höchstgeschwindigkeit:     | 154 km/h                                                                | (Aut. 145) 167 km/h                                                     | (Aut. 158) 172 km/h                                                     | 183 km/h                                                                | 155 km/h                                                                | 171 km/h                                                                |
| 0–100 km/h:                | 16,3 s                                                                  | 13,9 s                                                                  | 11,9–15 s                                                               | 9,8 s                                                                   | 17,0 s                                                                  | 11,9 s                                                                  |
| Verbrauch (Liter/100 km):  | 5,9 S                                                                   | 5,9 (Aut. 6,6) S                                                        | 6,3 (Aut. 6,8) S                                                        | 6,6 S                                                                   | 4,6 D                                                                   | 4,6 D                                                                   |

## Micra (K13, 2010–2017)
Die vierte Generation des Nissan Micra wurde im März 2010 auf dem Genfer Auto-Salon in der Schweiz vorgestellt. Der neue Micra wird in 160 verschiedenen Märkten angeboten, die von den Produktionsstätten in Thailand, Indien, Mexiko und China beliefert werden. Für den indischen Markt gibt es überdies seit 2012 ein Schwestermodell namens Renault Pulse.
Der Verkauf des K13 startete noch im März in Thailand und Ende 2010 in der Schweiz und in Österreich. Die Markteinführung in Deutschland sollte am 20. November 2010 folgen, wurde jedoch aufgrund von Lieferschwierigkeiten auf den 19. März 2011 verschoben.

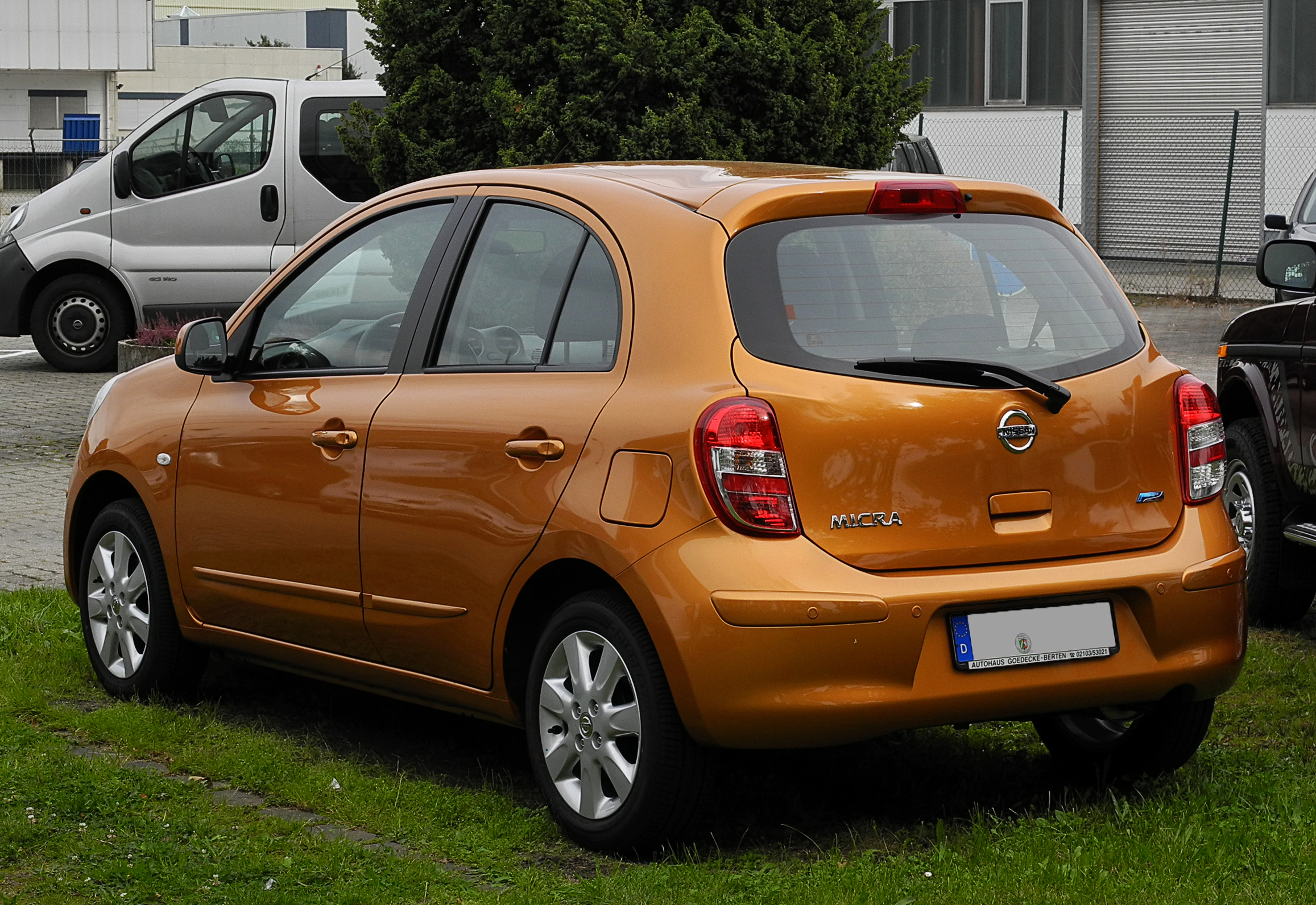
Heckansicht

### Modellpflege
Im Juni 2013 wurde dem Micra ein hauptsächlich optisches Facelift zuteil. Zum Händler gelangte die modernisierte Ausführung im September 2013.
An der Front ist ein modifizierter Kühlergrill mit V-förmiger Chromleiste, der die Familienzugehörigkeit stärker betont. Dazu wurden Motorhaube, Kotflügel, Scheinwerfer und Stoßfänger überarbeitet. Am Heck befinden sich neue Stoßfänger und Rückleuchten mit Leuchtdioden.

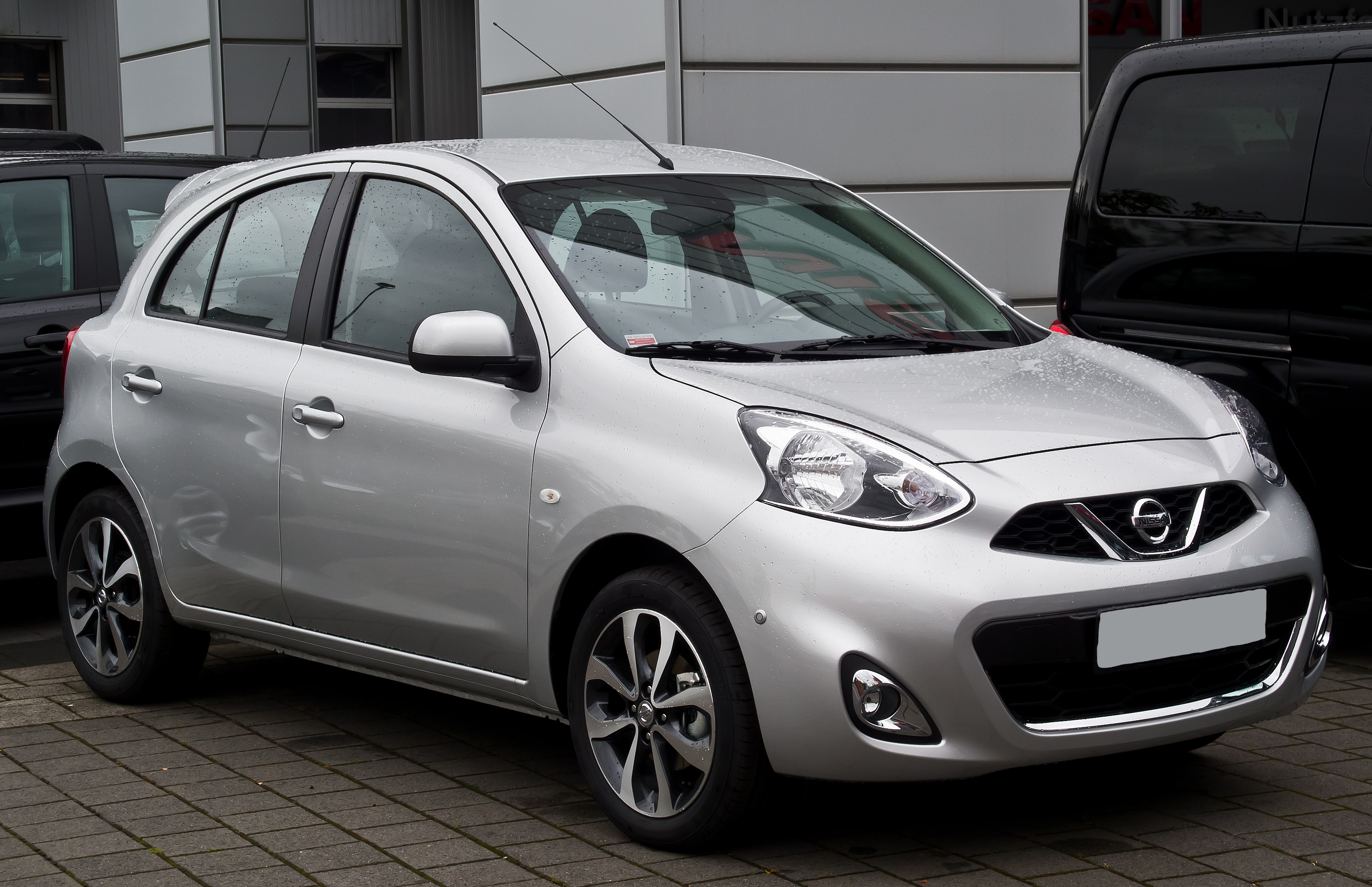
Nissan Micra (2013–2017)
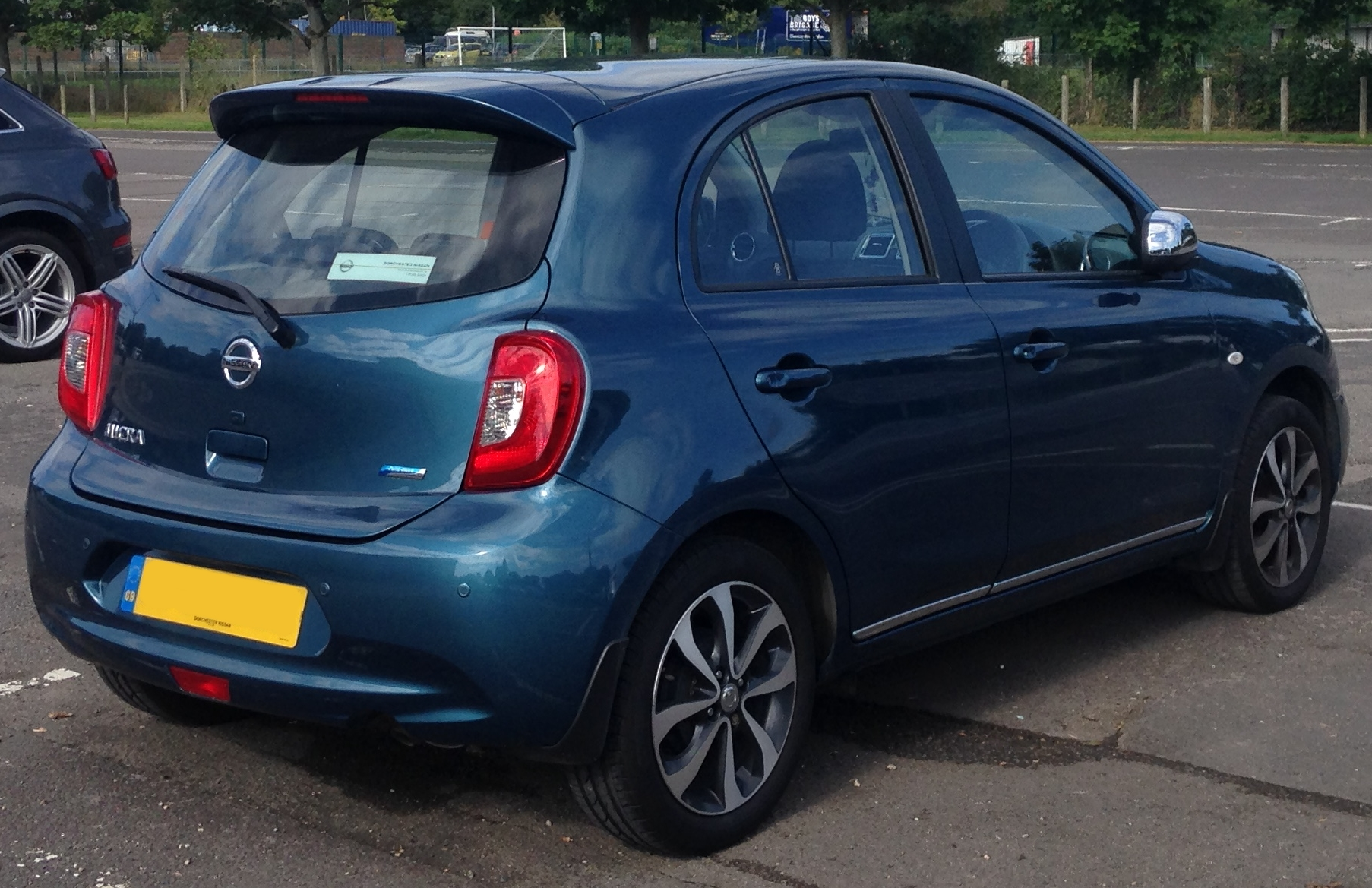
Heckseitenansicht (Tekna-Ausführung)

### Technik
Das Fahrzeug baut auf der neu entwickelten V-Plattform auf. Der Innenraum bietet aufgrund veränderter Karosseriemaße und vergrößertem Radstand mehr Platz als das Vorgängermodell. Der neu gestaltete Micra ist im Gegensatz zu seinem Vorgänger nur fünftürig erhältlich. Die markante Bogenlinie oberhalb der seitlichen Fenster aus der vorherigen Generation floss in das Design ein, da diese als Erkennungsmerkmal der Baureihe beibehalten werden sollte.
In Europa ist der Micra mit zwei Dreizylinder-Ottomotoren erhältlich, die entweder als Saugmotor oder mit Kompressor angeboten werden und 1,2 Liter Hubraum haben. Die neu entwickelten Motoren mit schwingungstilgenden Ausgleichsgewichten an der Kurbelwelle und variabler Ventilsteuerung stammen aus der HR-Motorenserie, die als Vierzylinder auch im Tiida oder Qashqai eingebaut sind. Die Kompressor-Version soll weniger CO2 ausstoßen und Kraftstoff verbrauchen, dabei aber durch die Aufladung die Leistung eines Saugmotors mit 1,5 Litern Hubraum erreichen. Durch die Benzindirekteinspritzung, die Anwendung des Miller-Kreisprozesses und das Start-Stopp-System wurde die Effizienz weiter verbessert. Zum Verkaufsstart steht nur der Saugmotor zur Verfügung, die 2011 durch den Kompressormotor ergänzt wurde. Beide Antriebsvarianten sind mit einem Fünfgang-Schaltgetriebe oder einer stufenlosen CVT-Automatikschaltung kombinierbar.

### Sicherheit
| Sonstige Messwerte            | Sonstige Messwerte              |
| ----------------------------- | ------------------------------- |
| Sterne im Euro NCAP-Crashtest | 4 Sterne im Euro NCAP-Crashtest |

Beim Euro NCAP-Crashtest im November 2010 bekam der Micra 30 Punkte beim Insassenschutz, 39 Punkte im Kinderschutz und 21 Punkte im Fußgängerschutz.

### Technische Daten
Der Gepäckraum des Micra K13 beträgt 265–1132 Liter, der Tankinhalt 41 Liter (gilt für alle Versionen).
| Nissan Micra                                                           | 1.2                                      | 1.2 DIG-S                                |
| ---------------------------------------------------------------------- | ---------------------------------------- | ---------------------------------------- |
| Bauzeitraum:                                                           | 03/2010–03/2017                          | 08/2011–03/2017                          |
| Motorkenncode:                                                         | HR12DE                                   | HR12DDR                                  |
| Motor:                                                                 | Dreizylinder-Ottomotor in Reihenbauweise | Dreizylinder-Ottomotor in Reihenbauweise |
| Ventile:                                                               | 12                                       | 12                                       |
| Aufladung:                                                             | —                                        | Kompressor                               |
| Hubraum:                                                               | 1198 cm³                                 | 1198 cm³                                 |
| Bohrung × Hub:                                                         | 78 × 83,6 mm                             | 78 × 83,6 mm                             |
| Verdichtung:                                                           | 10,7:1                                   | 13:1                                     |
| Leistung bei 1/min:                                                    | 59 kW (80 PS) 6000                       | 72 kW (98 PS) 5600                       |
| Max. Drehmoment bei 1/min:                                             | 110 Nm 4000                              | 142 Nm 4400                              |
| Gemischaufbereitung:                                                   | Saugrohreinspritzung                     | Benzindirekteinspritzung                 |
| Getriebe:                                                              | 5-Gang-Schaltgetriebe                    | 5-Gang-Schaltgetriebe                    |
| Getriebe, optional:                                                    | CVT-Automatikgetriebe                    | CVT-Automatikgetriebe                    |
| Wendekreis:                                                            | 9,3 Meter                                | 9,3 Meter                                |
| Tankinhalt:                                                            | 41 Liter                                 | 41 Liter                                 |
| Höchstgeschwindigkeit:                                                 | 170 km/h [161 km/h]                      | 183 km/h [175 km/h]                      |
| 0–100 km/h:                                                            | 13,7 s [14,5 s]                          | 11,3 s [11,9 s]                          |
| Verbrauch (Liter/100 km):                                              | 5,0 [5,4]                                | 4,1 [5,0]                                |
| CO2-Emission:                                                          | 115 g/km [125 g/km]                      | 95 g/km [115 g/km]                       |
| cw-Wert:                                                               | 0,33                                     | 0,29 [0,31]                              |
| Werte in eckigen Klammern gelten für Modelle mit CVT-Automatikgetriebe |                                          |                                          |

- DIG-S = (Direct Injection Gasoline-Supercharched)

Da der Nissan Micra K13 keine Stütz- und Anhängelast eingetragen hat, ist er der erste Micra, für den es keine Anhängerkupplung gibt (auch nicht im Zubehörhandel).

### Ausstattung
Die serienmäßige Sicherheitsausstattung besteht aus sechs Airbags (Fahrer/Beifahrer, Seite sowie durchgehenden Kopfairbags vorn und hinten), Antiblockiersystem mit Bremsassistent sowie Elektronisches Stabilitätsprogramm. Eine Antriebsschlupfregelung, bei Nissan TRC – Traction Control System genannt, ist ebenfalls vorhanden.
Das Grundmodell Visia First hat eine elektrische Servolenkung mit in der Höhe verstellbarer Lenksäule, manuell verstellbare Außenspiegel, elektrische Fensterheber vorn, Zentralverriegelung mit Funkfernbedienung, eine ungeteilt klappbare Rücksitzlehne und Isofix-Kindersitz-Halterungen auf den Rücksitzen. Der Wagen ist mit 14"-Stahlrädern ausgestattet (Reifengröße 165/70 R 14) und ohne Aufpreis nur in Schwarz oder Weiß erhältlich. Ab Werk wird für das Grundmodell als einzige Sonderausstattung außer der Metalliclackierung das Comfort Paket angeboten, das aus einer manuell zu steuernden Klimaanlage mit Pollenfilter in Verbindung mit dem CD-Radio mit vier Lautsprechern besteht.
Der Micra Acenta ist mit manuell gesteuerter Klimaanlage (nach dem Facelift auch mit Klimaautomatik), einem Bordcomputer, elektrisch verstellbaren und anklappbaren Außenspiegeln, einem lederummantelten Lenkrad, Geschwindigkeitsregelanlage mit -begrenzer, CD-Radio mit vier Lautsprechern, Nebelscheinwerfern, zusätzlichen Ablagen, Leselampe und einer 60:40 geteilte Rücksitzlehne, die sich zusätzlich noch vollkommen hochklappen lässt, ausgestattet. Der Acenta hat 15"-Leichtmetallräder (Reifengröße 175/60 R 15) und ist als einziges Modell auch mit der CVT-Automatik erhältlich.
Das Modell Tekna hat außer Außenspiegeln, die zusätzlich elektrisch anklapp- und beheizbar sind, eine Klimaautomatik mit Pollenfilter, ein Glasdach, Regensensor, 15"-Leichtmetallräder, einen Parkguide (stellt fest, ob die Parklücke zum Einparken ausreicht) mit hinteren Parksensoren, den Intelligent Key mit Start-Stopp-Knopf sowie Nebelscheinwerfer. Das Nissan Connect Navigationssystem mit 5"-Farbdisplay, das gegen Aufpreis auch für den Acenta angeboten wird, ist serienmäßig.

## Micra (K14, 2017–2022)
| Sterne im Euro NCAP-Crashtest in der Basisausstattung | 4 Sterne im Euro-NCAP-Crashtest |

| Sterne im Euro NCAP-Crashtest mit dem Sicherheitspaket | 5 Sterne im Euro-NCAP-Crashtest |

Die fünfte Generation des Micra wurde im Herbst 2016 auf dem Pariser Auto-Salon vorgestellt, ab März 2017 stand sie bei den Händlern. Eine überarbeitete Version präsentierte Nissan im November 2020. Bereits auf dem Genfer Auto-Salon 2015 zeigte Nissan mit dem Sway ein Konzeptfahrzeug, das einen Ausblick auf die fünfte Generation lieferte.

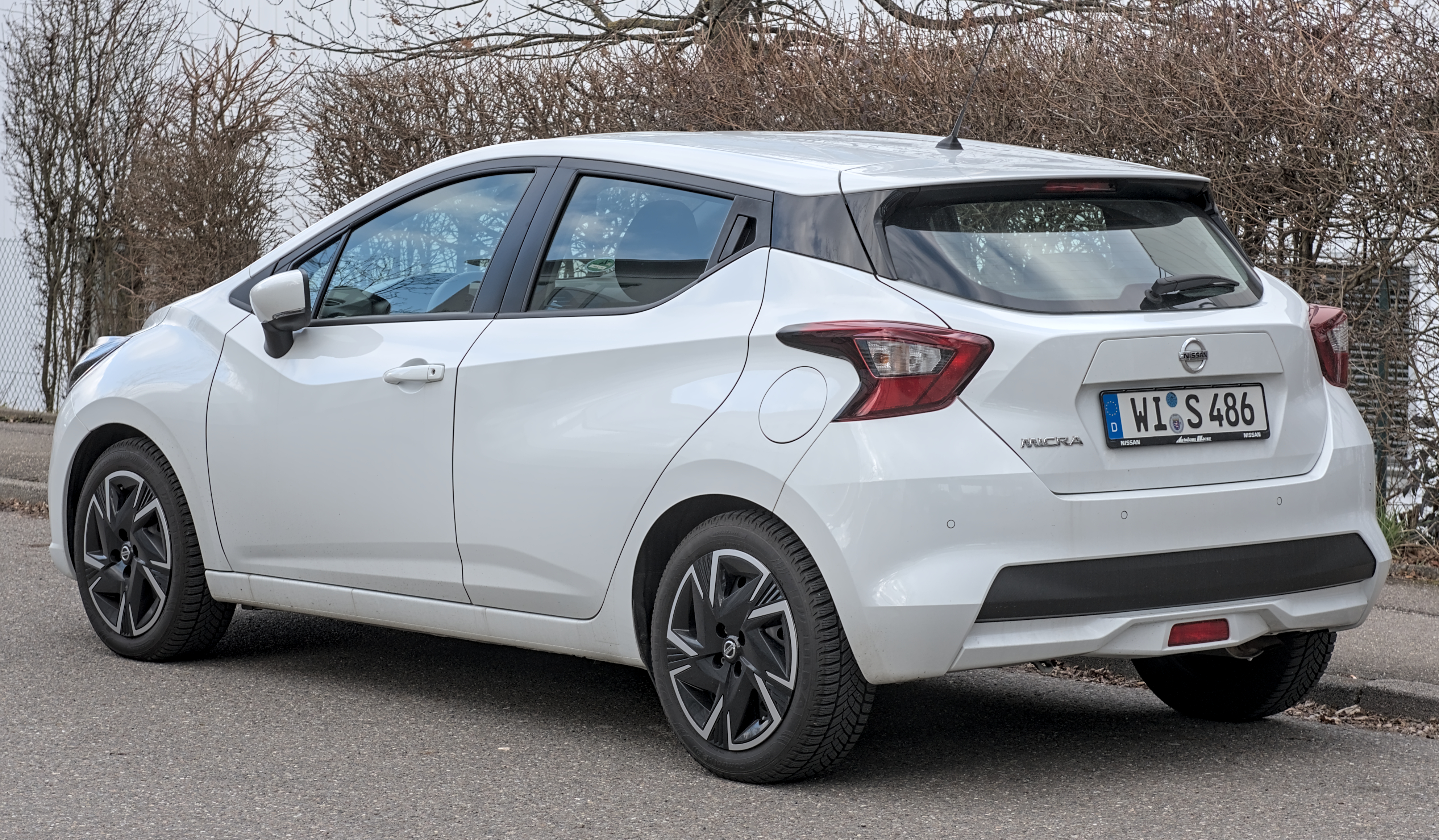
Heckansicht
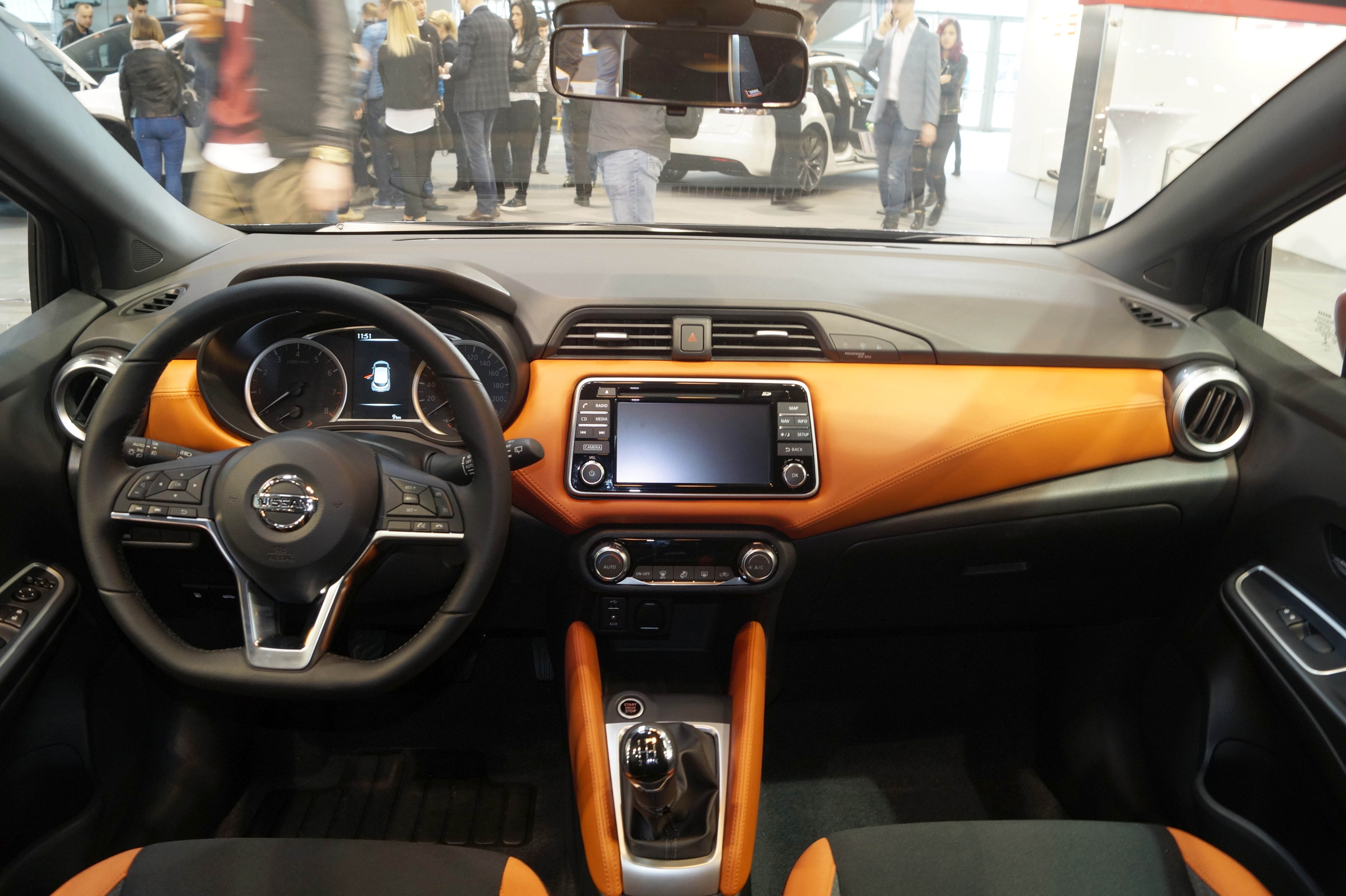
Innenraum mit sog. Innenraum-Paket Energy orange
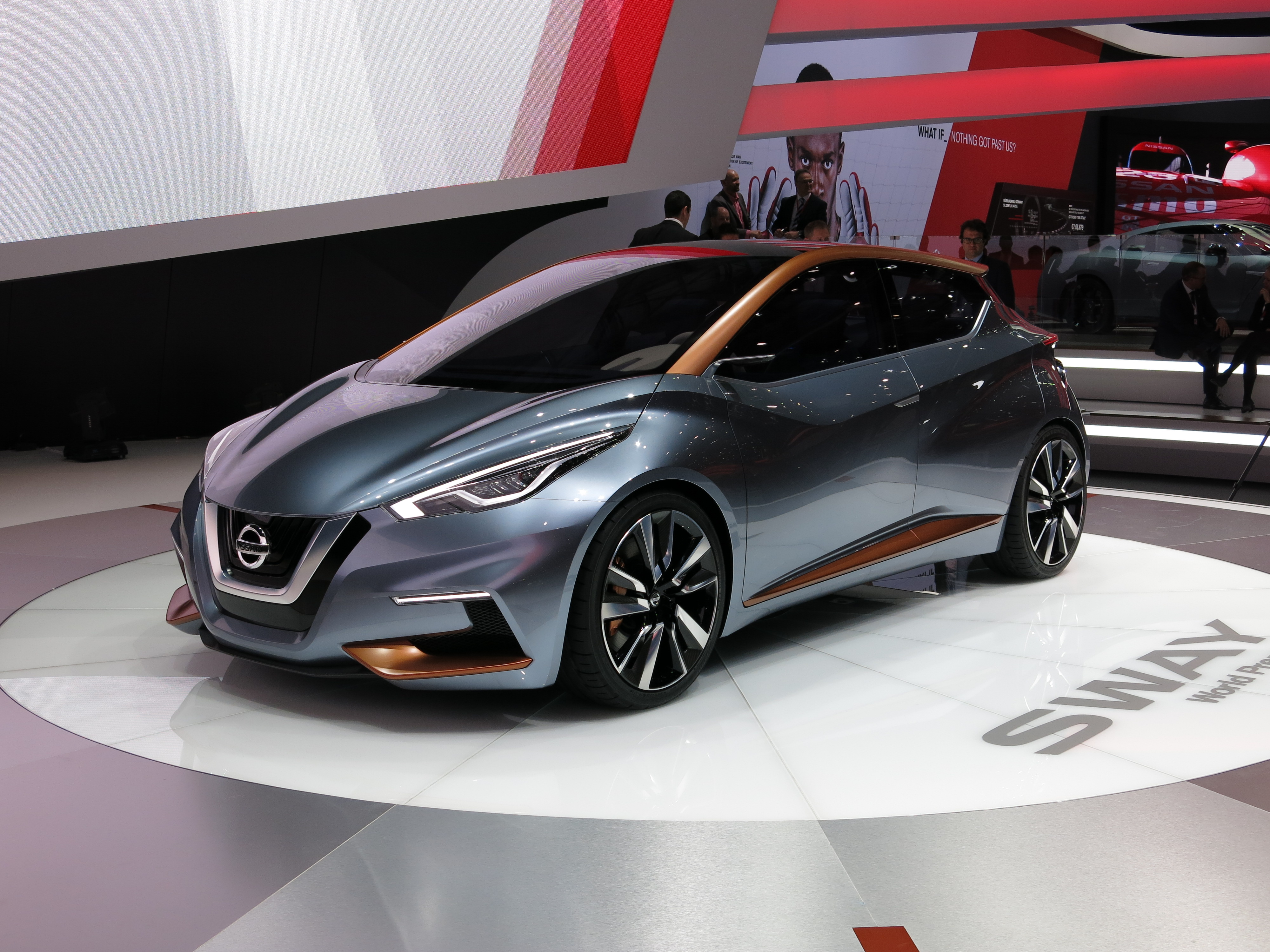
Konzeptfahrzeug Nissan Sway auf dem Genfer Auto-Salon 2015
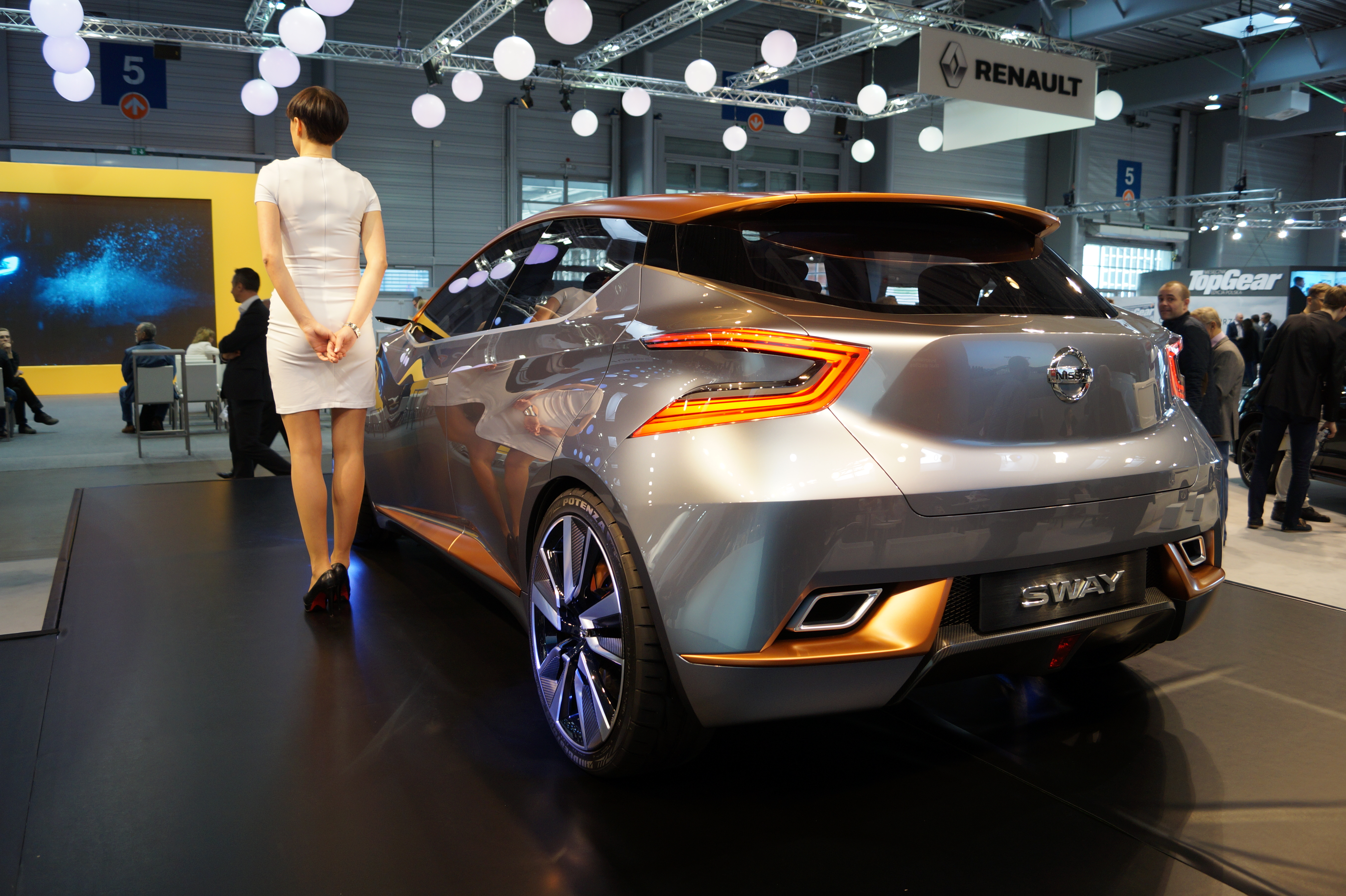
Nissan Sway, Heckansicht

Anders als das Vorgängermodell wurde die fünfte Generation nicht mehr in Thailand gebaut. Sie entstand zusammen mit der vierten Generation des Renault Clio und dessen elektrisch angetriebenem Ableger Renault Zoe im französischen Renault-Werk in Flins-sur-Seine.

### Sicherheit
2017 wurde der Nissan Micra vom Euro NCAP auf die Fahrzeugsicherheit getestet. In der Basisausführung erhielt der Micra vier von fünf möglichen Sternen. Da jedoch für das Modell ein Sicherheitspaket optional erhältlich war, wurde der Micra zusätzlich auch mit dem Sicherheitspaket getestet. Bei diesem Test erhielt er fünf von fünf Sternen.

### Technische Daten
Zum Verkaufsstart wurde der neue Micra mit zwei 66 kW (90 PS) starken Motoren von Renault angeboten: einem 0,9-Liter-Dreizylinder-Ottomotor, der auch im Smart verbaut wird, und einem 1,5-Liter-Vierzylinder-Dieselmotor, beide mit Turbolader. Kurz darauf folgte noch ein 54 kW (73 PS) starker 1,0-Liter-Ottomotor mit Saugrohreinspritzung. Nissan kündigte für das Jahr 2018 einen 1,2 Liter großen 88-kW-Motor mit einem 6-Gang-Schaltgetriebe an; dieser kommt ohne Ausgleichswelle aus. Zeitgleich entfiel der Dieselmotor.
|                                             | 1.0                   | IG 71                 | 0.9 Turbo             | IG-T 90               | 1.0 IG-T                          | IG-T 100                          | DIG-T 117             | 1.5 dCi               |
| Bauzeitraum                                 | 03/2017–08/2018       | 08/2018–08/2019       | 03/2017–08/2018       | 08/2018–04/2019       | 10/2020–12/2022                   | 12/2018–12/2020                   | 01/2019–12/2020       | 03/2017–08/2018       |
| Motorkenndaten                              |                       |                       |                       |                       |                                   |                                   |                       |                       |
| Motorkennung                                |                       |                       | H4Bt 400              | H4Bt 400              |                                   | H4D                               |                       | K9K 608               |
| Motortyp                                    | R3-Ottomotor          | R3-Ottomotor          | R3-Ottomotor          | R3-Ottomotor          | R3-Ottomotor                      | R3-Ottomotor                      | R3-Ottomotor          | R4-Dieselmotor        |
| Hubraum                                     | 998 cm³               | 998 cm³               | 898 cm³               | 898 cm³               | 999 cm³                           | 999 cm³                           | 999 cm³               | 1461 cm³              |
| Motoraufladung                              | -                     | -                     | Turboaufladung        | Turboaufladung        | Turboaufladung                    | Turboaufladung                    | Turboaufladung        | Turboaufladung        |
| Verdichtungsverhältnis                      | 10,5 : 1              | 10,5 : 1              | 9,5 : 1               | 9,5 : 1               | 9,5 : 1                           | 9,5 : 1                           | 10,5 : 1              | 15,5 : 1              |
| max. Leistung bei min−1                     | 54 kW (73 PS) / 6300  | 52 kW (71 PS) / 6300  | 66 kW (90 PS) / 5500  | 66 kW (90 PS) / 5500  | 68 kW (92 PS) / 5000              | 74 kW (100 PS) / 5000             | 86 kW (117 PS) / 5250 | 66 kW (90 PS) / 4000  |
| max. Drehmoment bei min−1                   | 95 Nm / 3500          | 95 Nm / 3500          | 140 Nm / 2250         | 140 Nm / 2250         | 160 Nm / 2000 (144 Nm / 1750)     | 160 Nm / 2750                     | 180 Nm / 1750–4000    | 220 Nm / 2000         |
| Kraftübertragung                            |                       |                       |                       |                       |                                   |                                   |                       |                       |
| Antrieb                                     | Vorderradantrieb      | Vorderradantrieb      | Vorderradantrieb      | Vorderradantrieb      | Vorderradantrieb                  | Vorderradantrieb                  | Vorderradantrieb      | Vorderradantrieb      |
| Getriebe, serienmäßig                       | 5-Gang-Schaltgetriebe | 5-Gang-Schaltgetriebe | 5-Gang-Schaltgetriebe | 5-Gang-Schaltgetriebe | 5-Gang-Schaltgetriebe             | 5-Gang-Schaltgetriebe             | 6-Gang-Schaltgetriebe | 5-Gang-Schaltgetriebe |
| Getriebe, optional                          | —                     | —                     | —                     | —                     | (Stufenloses Getriebe)            | (Stufenloses Getriebe)            | —                     | —                     |
| Messwerte                                   |                       |                       |                       |                       |                                   |                                   |                       |                       |
| Höchstgeschwindigkeit                       | 161 km/h              | 158 km/h              | 175 km/h              | 175 km/h              | 178 km/h (171 km/h)               | 184 km/h (177 km/h)               | 195 km/h              | 179 km/h              |
| Beschleunigung, 0–100 km/h                  | 15,1 s                | 16,4 s                | 12,1 s                | 12,1 s                | 11,8 s (14,0 s)                   | 10,9 s (13,0 s)                   | 9,9 s                 | 11,9 s                |
| Kraftstoffverbrauch auf 100 km (kombiniert) | 4,6–4,9 l Super       | 5,3 l Super           | 4,4–5,1 l Super       | 5,1–5,5 l Super       | 4,5–4,7 l Super (4,7–5,0 l Super) | 4,5–4,6 l Super (4,7–4,9 l Super) | 5,0 l Super           | 3,2–3,8 l Diesel      |
| CO2-Emissionen (kombiniert)                 | 107–115 g/km          | 121 g/km              | 99–115 g/km           | 118–127 g/km          | 103–108 g/km (108–113 g/km)       | 103–105 g/km (108–112 g/km)       | 114 g/km              | 85–101 g/km           |
| Leergewicht                                 | 977–1037 kg           | 1081–1141 kg          | 1053–1177 kg          | 1108–1196 kg          | 1135–1170 kg (1155–1197 kg)       | 1135–1180 kg (1155–1195 kg)       | 1170–1195 kg          | 1140–1242 kg          |
| Tankinhalt                                  | 41 l                  | 41 l                  | 41 l                  | 41 l                  | 41 l                              | 41 l                              | 41 l                  | 41 l                  |
| Abgasnorm nach EU-Klassifikation            | Euro 6b               | Euro 6c               | Euro 6b               | Euro 6c               | Euro 6d                           | Euro 6d-TEMP                      | Euro 6d-TEMP          | Euro 6b               |

Alle Micra haben eine Zahnstangenlenkung mit elektrischer Unterstützung. Die Vorderräder sind an MacPherson-Federbeinen und Querlenkern aufgehängt, hinten ist eine Verbundlenkerachse eingebaut. Die Bremsanlage hat vorn Scheiben- und hinten Trommelbremsen.
Der Luftwiderstandsbeiwert (cw) der Karosserie beträgt 0,29. Ihre Stirnfläche beträgt 2,12 m².

### Ausstattungsvarianten
Den Micra gab es in folgenden Varianten:
- Visia (Basisausstattung, siehe unten)
- Visia Plus: (zusätzlich zu Visia: Audiosystem, Klimaanlage)
- Acenta (zusätzlich zu Visia Plus: 16"-Stahlräder mit Radzierblenden, Lenkradfernbedienung, Bordcomputer farbig, Geschwindigkeitsregelanlage und -begrenzer, Türgriffe und Außenspiegel lackiert)
- N-Connecta (zusätzlich zu  Acenta: 16"-Aluminiumräder, Außenspiegel elektrisch anklappbar, Motorstartknopf, Lederlenkrad, Nebelscheinwerfer, Navigationssystem, Regensensor, verdunkelte Scheiben ab B-Säule)
- Tekna (zusätzlich zu N-Connecta: 17"-Aluminiumräder, Rückfahrkamera, Regensensor, Fernlichtassistent, Verkehrszeichenerkennung, Fußgängererkennung für Notbrems-Assistent, Spurhalte-Assistent, Parksensoren hinten, Sitzheizung und ein Bose-Soundsystem, das u. a. über zwei Nahfeldlautsprecher in der Kopfstütze des Fahrersitzes verfügt).[18] Auf Wunsch ein Totwinkel-Assistent und Voll-LED-Scheinwerfer.[29]

Weiterhin gab es den aus den anderen Nissan-Modellen bekannte Around-View-Monitor, welcher das Fahrzeug beim Einparken auf dem Bildschirm des Infotainmentsystems aus der Vogelperspektive darstellt.

- 15"-Stahlfelgen mit Radzierblenden
- Airbags: Fahrer-, Beifahrer- (abschaltbar), Seiten- und Kopfairbags
- Aktive Spurkontrolle, aktive Fahrwerksregelung
- Antiblockiersystem (ABS), Elektronische Stabilitätskontrolle (ESP)
- Autonomer Notbremsassistent
- Berganfahr-Assistent
- Bordcomputer
- Fahrersitz höhenverstellbar
- Fahrlichtautomatik
- Fensterheber elektrisch vorne
- Geschwindigkeitsbegrenzer
- Isofix-Befestigungspunkte äußere hintere Plätze
- LED-Tagfahrlicht
- Lenksäule höhen- und längsverstellbar
- Reifendruck-Kontrollsystem
- Zentralverriegelung mit Funkfernbedienung

### Außenlackierungen
Außer den beiden Uni-Lackierungen gibt es verschiedene Metallic-Lackierungen sowie zwei Perleffekt-Lackierungen.
| Solid White Uni          | Ivory Uni              |                       |                        |                      |                     |
| Platinum Silver Metallic | Gunmetal Grey Metallic | Enigma Black Metallic | Energy Orange Metallic | Pulse Green Metallic | Power Blue Metallic |
| Glaze White Perleffekt   | Passion Red Perleffekt |                       |                        |                      |                     |

## Micra (K15, ab 2025)
Nach der Einstellung des Micra mit Verbrennungsmotor im Jahr 2022 gab es bis 2025 keinen neuen Micra. Am 21. Mai 2025 präsentierte Nissan dann ein elektrisch angetriebenes Modell der Baureihe. Die Markteinführung soll Ende 2025 erfolgen.
Der elektrische Micra baut auf der AmpR-Small-Plattform der Renault-Nissan-Mitsubishi-Allianz auf. Diese nutzt auch der im gleichen Segment positionierte 5 E-Tech von Renault. Mit diesem wird der Kleinwagen gemeinsam im nordfranzösischen Douai gefertigt. Im Gegensatz zum 5 E-Tech gibt es nur zwei Antriebsvarianten. Das Basismodell kombiniert einen 40-kWh-Akku mit einem 90 kW (122 PS) starken Elektromotor. Darüber positioniert ist eine Version mit 52-kWh-Akku und 110 kW (150 PS). Die Reichweite nach WLTP wird mit 310 km oder 408 km angegeben. Der Kofferraum fasst 326 Liter. Mit umgeklappten Rücksitzlehnen steigt das Volumen auf 1106 Liter.

### Technische Daten
|                                                | 40 kWh                              | 52 kWh                              |
| ---------------------------------------------- | ----------------------------------- | ----------------------------------- |
| Bauzeitraum                                    | ab Ende 2025                        | ab Ende 2025                        |
| Motorkenndaten                                 |                                     |                                     |
| Motortyp                                       | Elektromotor                        | Elektromotor                        |
| Motorbauart                                    | Fremderregter Synchron-Elektromotor | Fremderregter Synchron-Elektromotor |
| max. Leistung                                  | 90 kW (122 PS)                      | 110 kW (150 PS)                     |
| max. Drehmoment                                | 225 Nm                              | 245 Nm                              |
| Kraftübertragung                               |                                     |                                     |
| Antrieb                                        | Vorderradantrieb                    | Vorderradantrieb                    |
| Getriebe                                       | Eingang-Untersetzungsgetriebe       | Eingang-Untersetzungsgetriebe       |
| Antriebsbatterie                               |                                     |                                     |
| Zellchemie                                     | Nickel-Mangan-Kobalt                | Nickel-Mangan-Kobalt                |
| Energieinhalt                                  | 40 kWh                              | 52 kWh                              |
| Messwerte                                      |                                     |                                     |
| Höchstgeschwindigkeit                          | 150 km/h (abgeregelt)               | 150 km/h (abgeregelt)               |
| Beschleunigung, 0–100 km/h                     | 9,0 s                               | 8,0 s                               |
| Energieverbrauch auf 100 km (WLTP, kombiniert) |                                     |                                     |
| Reichweite nach WLTP                           | 310 km                              | 408 km                              |
| Max. Ladeleistung (AC)                         | 11 kW                               | 11 kW                               |
| Max. Ladeleistung (DC)                         | 80 kW                               | 100 kW                              |
| Ladedauer DC 15–80 %                           | 30 Minuten                          | 30 Minuten                          |
| Leergewicht mit Fahrer                         | 1400 kg                             | 1524 kg                             |